# Racing Club narbonnais
Maillots
Actualités
Le Racing Club narbonnais est un club français de rugby à XV basé à Narbonne (Aude).
Fondé en 1907, il affiche une longévité de 88 ans passés en première division entre 1919 et 1946 et entre 1949 et 2007 dans l’élite, avant de descendre en Pro D2. Club formateur, il a fourni des joueurs à l'équipe de France, a été sacré champion de France à deux reprises et détient un record de neuf victoires en challenge Yves du Manoir.
L'équipe première évolue pour la saison 2025-2026 en Nationale.

## Histoire du club

### 1907: fondation du Club
Narbonne frissonne encore à l'évocation des récents événements tragiques engendrés par la révolte des vignerons qui ont traumatisé la ville et ses environs. C'est dans ce contexte particulièrement douloureux qu'un match-défi oppose les "rugbyphiles" narbonnais du Sporting aux militaires du 80e régiment d'infanterie.
Sur le terrain du Champ-de-Mars, les compagnons du jeune Piquemal l'emportent sur les hommes du sergent Bec. La rivalité entre les deux équipes n'aura duré que quatre-vingts minutes ; en effet, dans les jours qui suivent et pour le plus grand bien du rugby narbonnais, la fusion des deux groupements est décidée à l'unanimité.

### 1907-1914: les premiers pas

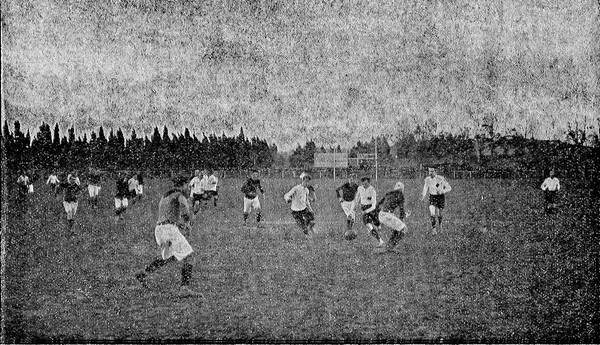
Une phase du match ASP contre RC narbonnais, du 7 janvier 1912.

Narbonne adopte les couleurs grenat et noir, son premier président sera un certain Monsieur Burgalat.
Le 22 mars 1908 le club attire 3 000 spectateurs sur le terrain aménagé de la rue de Maraussan, lors de la ½ finale du challenge Génie. Le Racing bat l'AS Perpignan (8 à 3).
Le 4 février 1912, à Lézignan-Corbières, le Racing arborant les couleurs orange et noir (en remplacement du grenat et noir) devient champion du Languedoc en battant l'AS Perpignan (3 à 0).
Le RCN se taille une solide réputation dans le sud de la France où les rencontres sont très engagées. Hélas sa progression sera stoppée par la grande tourmente qui verra le club payer un lourd tribut à la guerre avec la perte de vingt-deux de ses membres. Le Racing mettra plusieurs années à soigner ses blessures.

### 1919-1930, un Aimé nommé Cassayet

#### Demi-finaliste du championnat 1925
Narbonne se hisse en demi-finale du championnat en 1925 mais est battu par son vieux rival, l'Union sportive perpignanaise sur le terrain de Béziers.
Les cinq saisons suivantes sont plus difficiles mais permettent la révélation du demi de mêlée François Lombard qui après 2 saisons au club part pour Elne en 1928 avant de revenir au club la saison suivante.

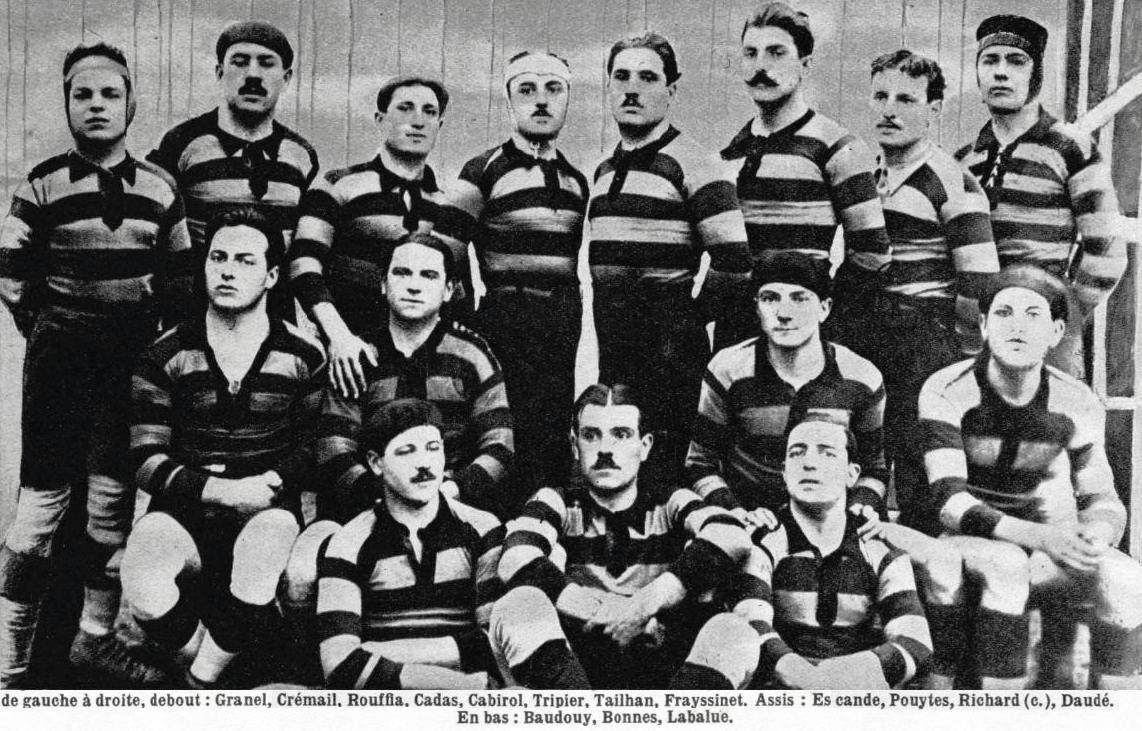
Le Racing Club de Narbonne, en avril 1921.
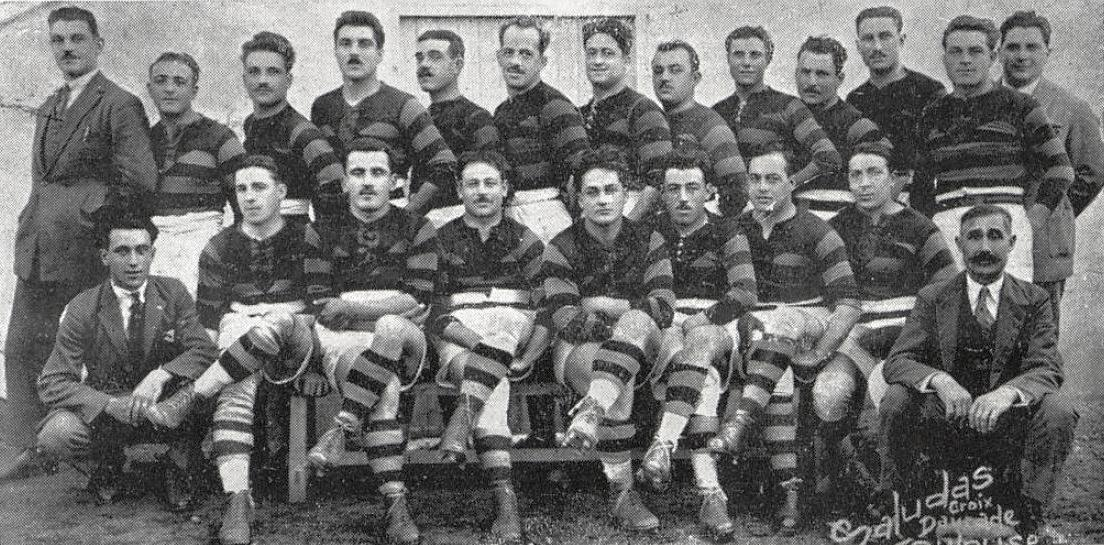
Le Racing Club de Narbonne, saison 1926-1927.
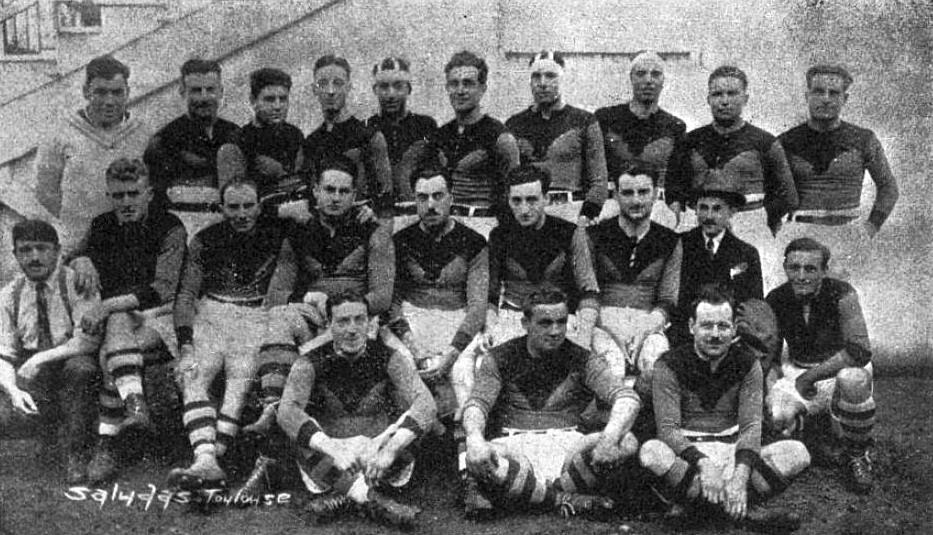
Le Racing Club de Narbonne, saison 1928-1929.

#### Demi-finaliste du championnat 1931

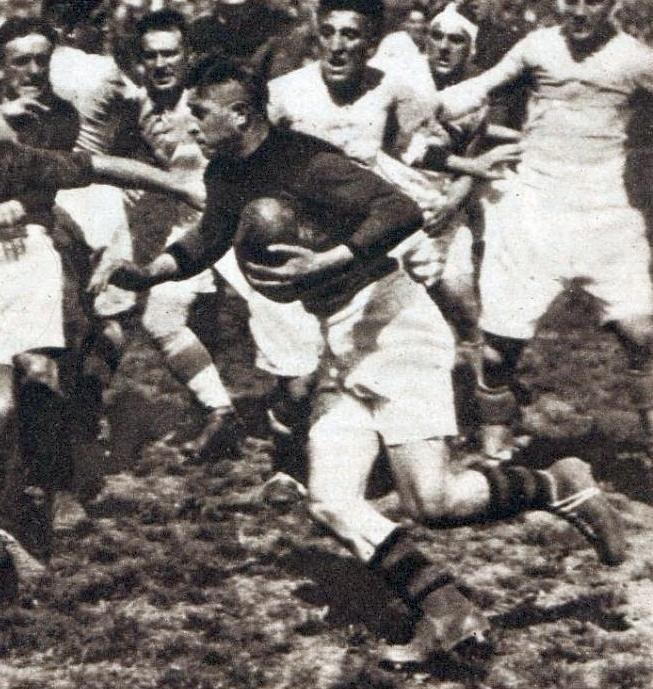
De retour au RCN, le demi de mêlée François Lombard passera 9 saisons derrière la mêlée du RC Narbonne.

Sous l'impulsion de François Lombard, revenu au club, Narbonne dispute une autre demi-finale du championnat en 1931, perdue contre Toulon à Toulouse dans une compétition où douze clubs parmi les plus prestigieux sont exclus du championnat de France et forment l’UFRA (Union française de rugby amateur) qui organise son propre tournoi.

### 1931-1936, le premier âge et la consécration

#### Vice-champion de France 1932
En 1932, alors que le championnat se joue sans quatorze équipes majeures qui disputent l'UFRA, (compétition remporté par le Stade toulousain), le Racing sous le capitanat de Choy, est battu en finale du championnat de France à Bordeaux (9 à 3) par le LOU.

#### Vice-champion de France 1933

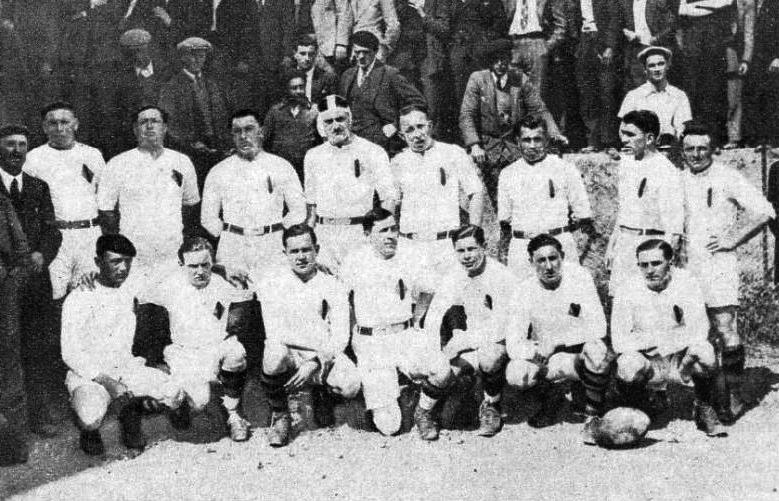
Le RC Narbonne vice-champion de France 1933.
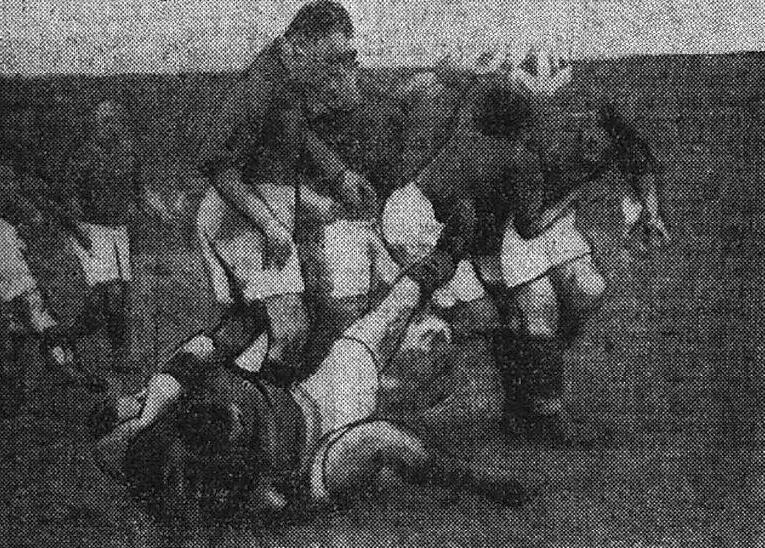
Le match LOU-Narbonne du 7 mai 1933 (2e échec en finale du championnat de France pour le RCN).

En 1933, alors que les quatorze clubs dissidents reviennent dans le championnat de France ainsi plus relevé, Choy et ses camarades sont encore battus par le LOU (10 à 3). Deux finales consécutivement perdues et c'est l'effondrement dans le clan narbonnais du président Dr. David.
Désormais entrés dans la cour des grands, les Racingmen y jouent un rôle de premier plan.

#### Demi-finaliste du championnat 1934
Narbonne dispute ensuite une demi-finale du Championnat en 1934, suivi d'un huitième de finale en 1935.

#### Champion de France 1936

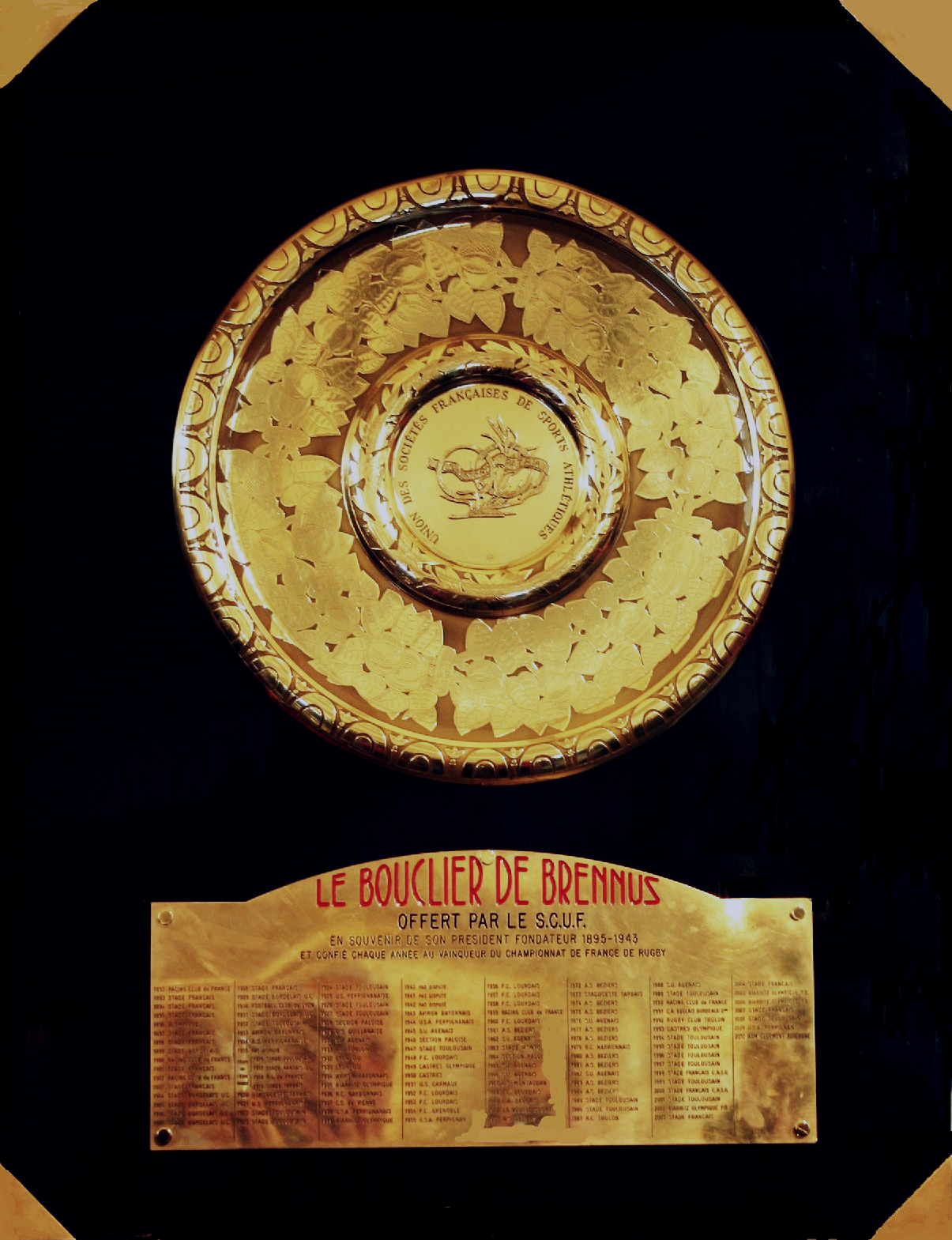
Narbonne remporte son premier Bouclier de Brennus en 1936.

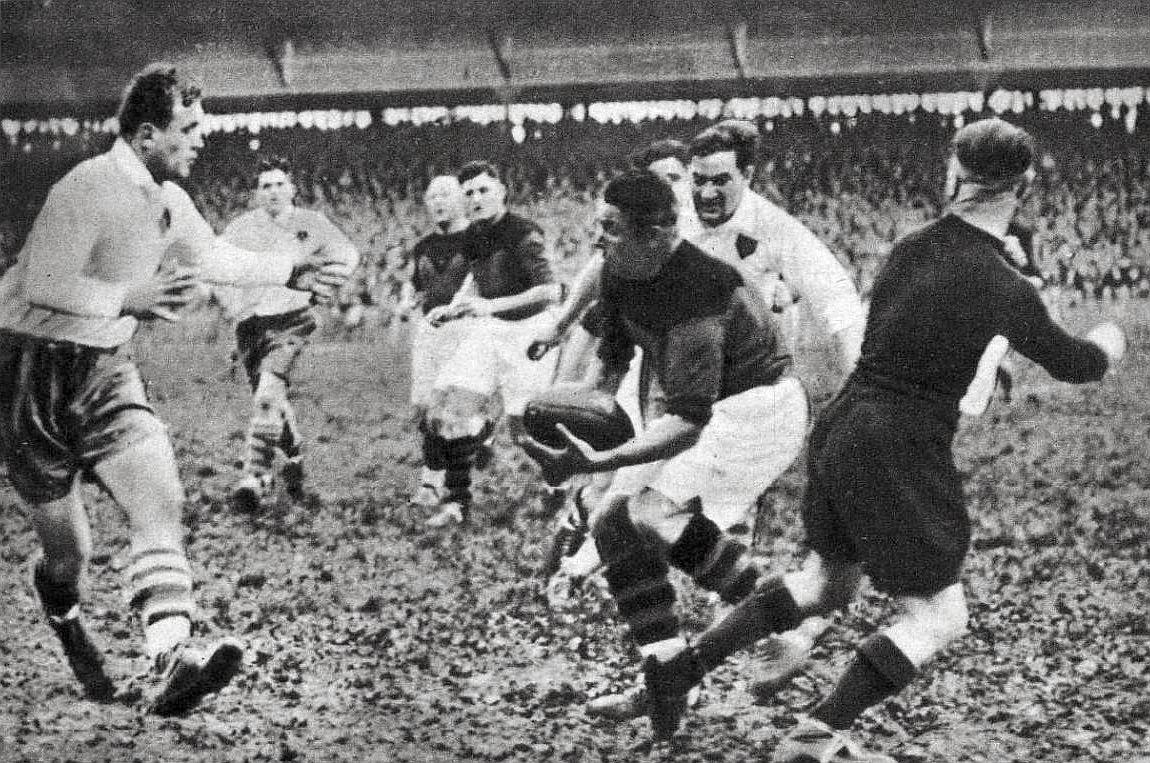
Narbonne (en foncé) champion de France face à Montferrand (en blanc).

C'est enfin la consécration en 1936, la ville en folie accueille ses premiers champions de France qui ont vaincu Montferrand 6 à 3 au stade des Ponts Jumeaux de Toulouse grâce à des essais de Francis Vals et Raymond Ponsaillé.
Narbonne réserve à ses héros un accueil triomphal.

### 1937-1947, les années difficiles
Se maintenir au faîte de la gloire est plus difficile que d'y parvenir. Le Racing n'échappe pas à la règle.
Narbonne dispute toutefois les quarts de finale du championnat en 1937 et les  huitièmes de finale en 1938.

#### Passage «contraint» au rugby à XIII
En avril 1938, Marcel Laborde obtient du propriétaire du Stade Cassayet, où évolue le RC Narbonnais, d’y faire disputer le quart de finale de coupe de France de rugby à XIII entre Bordeaux et le XIII Catalan. La FFR annonce dans la foulée la disqualification du stade. Privé de terrain, Narbonne est contraint de passer au rugby à XIII s’il veut poursuivre son existence.
Il maintient toutefois une section Rugby à XV qui repart en troisième division. Le demi de mêlée François Lombard quitte alors le club pour l'AS bortoise.
Descendu en  troisième division,
Narbonne termine alors  première de son groupe et remonte en deuxième division la saison suivante après une victoire 11-0 en match de barrage contre Villeneuve sur Lot.
La nouvelle section de rugby à XIII ne brille guère, si ce n'est à l'occasion d'un match contre le XIII Catalan, une partie d'excellente qualité jouée le 10 avril 1938, perdu face aux Catalans sur le score de 7 à 5.
Narbonne termine finalement 12e sur les treize équipes engagées en 1939 et 8e sur onze en 1940.
Le championnat à XV est rétabli en 1942 pendant que le rugby à XIII est interdit.

#### Descente puis remontée en première division
À la reprise en 1943, Narbonne est admis en première division alors élargie à quatre-vingt-quinze clubs.
En 1944, il se qualifie même pour la seconde phase du Championnat, réunissant les vingt-quatre meilleurs clubs et atteint les quarts de finale de la coupe de France, battu par Agen 25-6, futur vainqueur de l'épreuve.
Il redescend en 2e division en 1946 mais atteint les huitièmes de finale de la coupe de France, éliminé par le Stade toulousain 10-3.
La remontée dès 1948 laisse toutefois les orange et noir dans l'anonymat malgré quelques coups d'éclat.

### Les années sombres (1949-1961)
Narbonne échoue ensuite régulièrement à se qualifier ou disparaît dès les seizièmes de finale du Championnat.
En 1949, un bilan équilibré de cinq victoires pour cinq défaites est insuffisant pour atteindre les huitièmes de finale du Championnat.
L'année suivante, Narbonne est éliminé par le Lyon OU en seizième de finale du Championnat.
Non-qualifié en 1951, 1953, 1954 et 1955, Narbonne atteint toutefois les huitièmes de finale en 1952.
Le RCN, renforcé par le troisième ligne de Grenoble, champion de France 1954 Eugène Smogor atteint à nouveau les huitièmes de finale en 1956 où il est éliminé par le Stade montois et en 1957 où il est alors éliminé par l'US Dax.
Non qualifié les deux années suivantes, Narbonne n'est ensuite classé que 35e en 1958 puis 36e en 1959.
La saison suivante est tout aussi difficile pour le club qui ne remporte que quatre victoires en quatorze matchs et ne fait pas partie des trente-deux clubs qualifiés en Championnat.

### Les années Walter Spanghero (1961-1975)
En 1961 l'équipe du RCN, (renforcée par des juniors, car si l'équipe phare du club est en "panne", les équipes juniors, cadets et minimes font parler d'elles dans le Languedoc et leurs championnats respectifs), va éviter de justesse la dernière place de la poule C, synonyme de descente en deuxième division.
Heureusement, l'arrivée de jeunes dirigeants enthousiastes, venant épauler les derniers anciens restés fidèles, régénère le RCN qui va retrouver le goût de la victoire et l'envie de reconquêtes.

#### Demi-finaliste du championnat 1964
Narbonne dispute cette année-là sa première demi-finale de Championnat depuis 1936 mais s’incline face à la Section paloise sur le score de 8 à 3.
En Challenge, le RCN renoue avec les phases finales après dix non-qualifications consécutives mais est là aussi éliminé par Pau sur le même score 8-3.
L'année suivante, le club est battu en seizième de finale du Championnat par Brive.
La même année, il échoue à se qualifier en Challenge, troisième de sa poule derrière Auch et Agen.

#### Vainqueur du challenge Antoine Béguère 1966
Narbonne remporte le challenge Antoine Béguère en 1966 en disposant de Lourdes 3-0 en finale.
La même année, l’équipe qui commence à s’installer chez les grands atteint les quarts de finale du championnat (battu par Agen 9-3) et les demi-finales du challenge Yves du Manoir, battu par Lourdes 27-11.

#### Vainqueur du challenge Yves du Manoir 1968

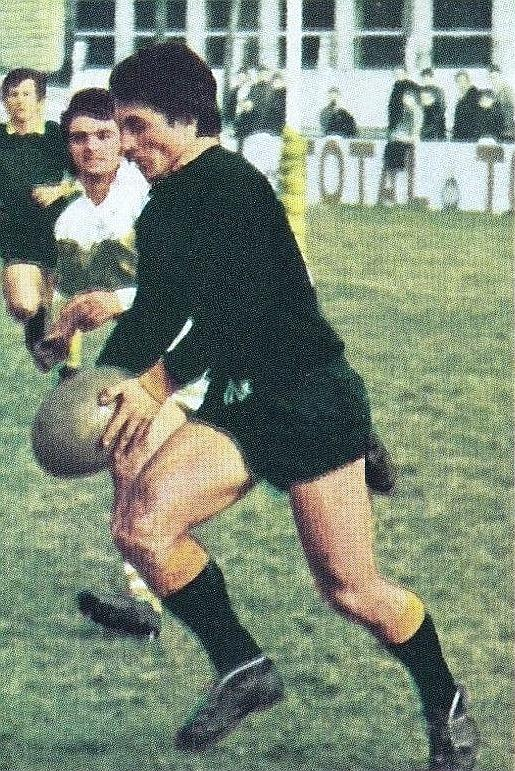
Jean-Michel Benacloï, remporte son premier Challenge en 1968. Il est le seul joueur quintuple vainqueur du challenge du Manoir.

Le RCN remporte son premier challenge Yves du Manoir en 1968 face à Dax dans un match où Les Landais inscrivent deux essais contre un seul pour les Narbonnais mais l'arrière Jean-Michel Benacloï passe trois buts de pénalité dont un de quarante-cinq mètres en coin.
Narbonne sera également demi-finaliste du Championnat la même année, battu par Toulon 14-9 à Lyon.
L'année suivante, Narbonne termine seul club invaincu de la phase de poule de Championnat avec treize victoires et un match nul mais est éliminé en quart de finale.
Narbonne est également éliminé en quart de finale du Challenge par Dax, futur vainqueur de la compétition.

#### Double vainqueur du challenge Yves du Manoir (1973 et 1974)
Bernard Pech de Laclause, président du RC Narbonne de 1962 à 1980, recrute Jo Maso et les frères Spanghero (Walter, Claude et Jean-Marie), pour bâtir une grande équipe.
Le RCN remporte deux nouveaux challenge Yves du Manoir en 1973 et 1974.
Le club est aussi vice-champion de France en 1974.

#### Demi-finaliste du Championnat 1975 et 1976
L'année suivante Narbonne, renforcé par l'ouvreur Lucien Pariès, se classe second sur huit à l'issue des phases de poules derrière son éternel rival bitterois.
Mais il connaît un début de phases finales difficile, pénible vainqueur de Lavelanet en seizième puis de Lyon en huitième de finale. S'il garde toute sa puissance devant, il ne sait plus par quel bout prendre son rugby derrière malgré la remontée de Jo Maso à l'ouverture.
Narbonne est éliminé en demi-finale par Brive après prolongations.
L'année suivante, Narbonne est encore demi-finaliste du Championnat, éliminé par le SU Agen 22-6 après avoir dominé l'US Dax 20-8 au tour précédent.
Les juniors Reichel sont champions de France, larges vainqueur du Racing club de France 44-11 en finale avec un certain Didier Codorniou.
Le 29 août 1976 est inauguré le stade de l'Égassiairal, du nom du quartier de Narbonne où il est situé est érigé afin de remplacer le stade Cassayet devenu trop petit pour les rencontres de 1re division.
Narbonne atteint les quarts de finale tant en Championnat qu'en Challenge lors de cette saison 1976-1977.

#### Vainqueur du challenge Yves du Manoir 1978
Le RCN remporte encore le challenge Yves du Manoir en 1978 (19-19 aux bénéfices des essais contre Béziers).

#### Narbonne réalise le doublé Championnat et Du Manoir en 1979

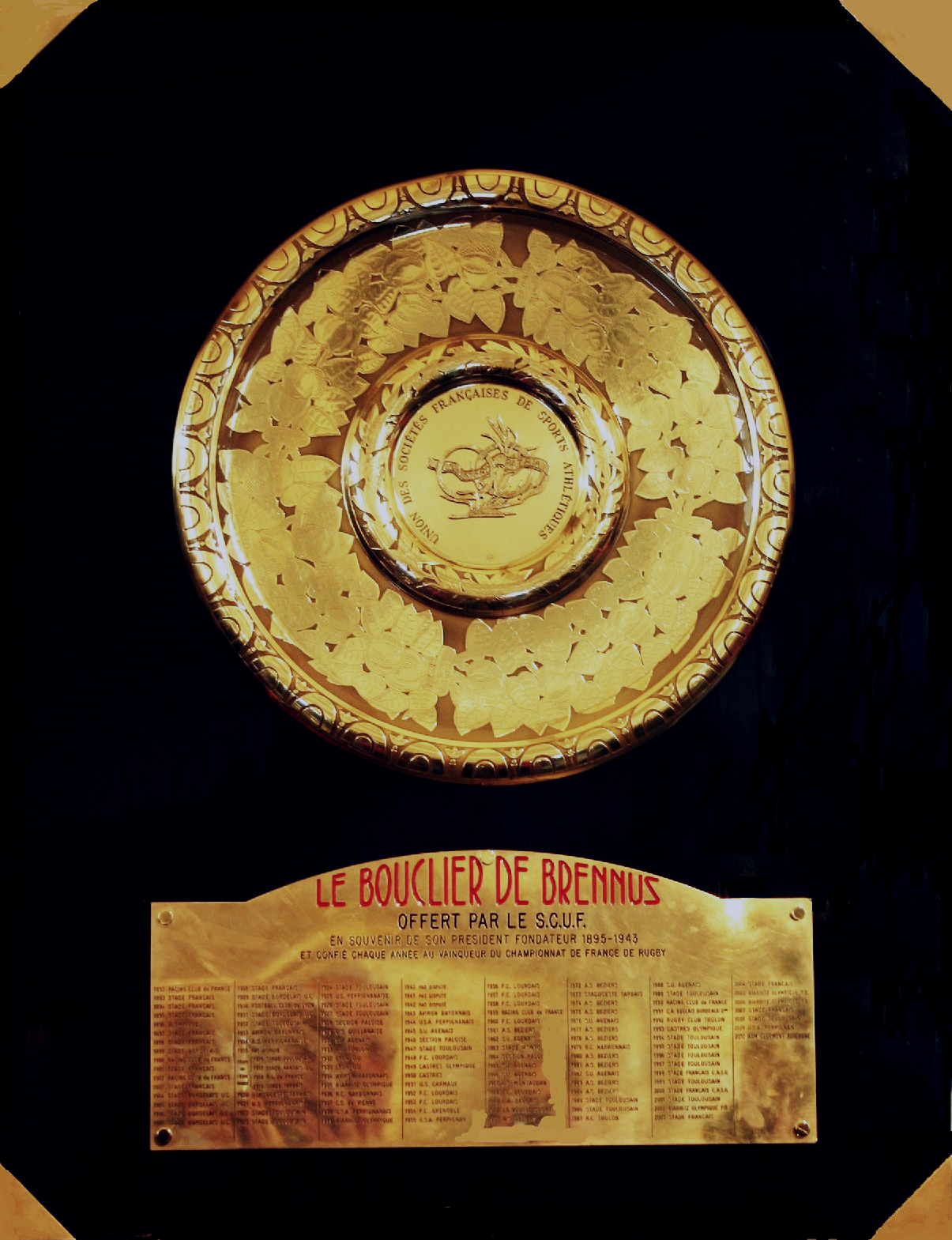
Le RCN, champion de France 1979 soulève son 2e Bouclier de Brennus.

Le doublé Championnat-Du Manoir est réalisé puisque le RCN remporte le titre de champion de France en 1979 avec une victoire 10-0 contre Bagnères dans un match tendu que Claude Spanghero expliquera par la longue attente des Narbonnais dans la quête du Bouclier de Brennus.
Narbonne remporte la même année un nouveau Challenge en 1979 (9-7 contre Montferrand).
Jean-Michel Benacloï devient le joueur français à avoir gagné le plus de challenge Yves du Manoir avec cinq victoires.
Le succès du club est total cette année-là puisque la même année, le jeune numéro huit Yves Malquier est sélectionné contre l'Écosse et marquera deux essais et la Nationale B du RCN remporte également le titre de champion de France.

### Les années 1980

#### La rentrée dans le rang
L'après-titre est difficile pour le club qui connait deux saisons compliquées.
En 1980, Narbonne est battu dès les huitièmes de finale du Championnat par Béziers après avoir difficilement éliminé son voisin l'US Carcassonne au tour précédent.
En Challenge, il ne peut pas défendre son titre disqualifié pour jeu brutal après des incidents lors d'un match contre le Stade toulousain, lui aussi exclu.
En 1981, alors que Henri Ferrero quitte le club pour Millau et que Pierre Mathias qui arrive de Valence est le nouvel ouvreur du RCN, le club est éliminé dès les seizièmes de finale du Championnat par le Stade toulousain.
En Challenge, après avoir terminé premier de sa poule, Narbonne atteint les demi-finales, éliminé par Béziers.

#### Finaliste du Challenge du Manoir 1982
En 1982, Narbonne atteint les quarts de finale du Championnat où il est éliminé par Agen après avoir du passer par les barrages où il prend sa revanche sur le Stade toulousain.
En Challenge après avoir terminé invaincu sa phase de poule, Narbonne atteint la finale de la compétition, battu par Dax 22-19.
En 1983, Narbonne termine second de sa poule en Championnat puis atteint les quarts de finale, battu par Agen 27-21.
Agen éliminera les Narbonnais pour la quatrième fois consécutive en phase finale à l'occasion de la demi-finale du Challenge la même année.

#### Vainqueur du challenge Yves du Manoir en 1984
Le RCN remporte un nouveau challenge Yves du Manoir en 1984 contre le Stade toulousain 17-13.
En Championnat, Narbonne termine premier club français à l'issue des matchs de poules mais est éliminé dès les huitièmes de finale aller-retour par Nice.

#### Vainqueur de la coupe de France 1985

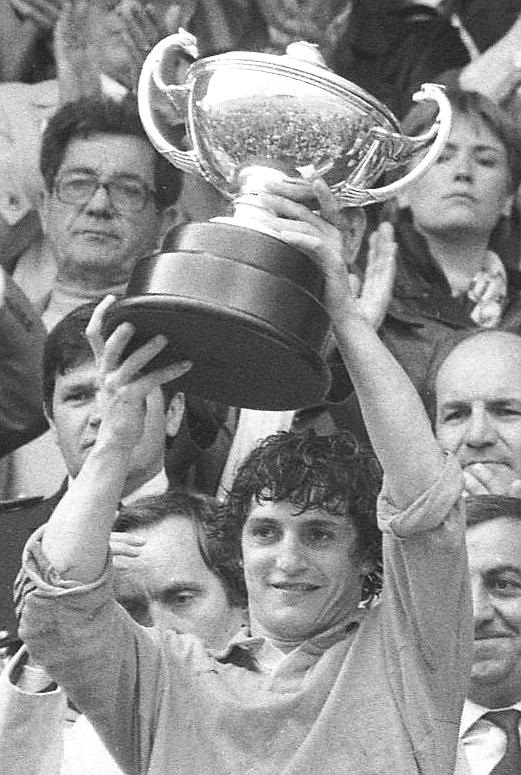
Didier Codorniou, vainqueur de la coupe de France de rugby 1985.
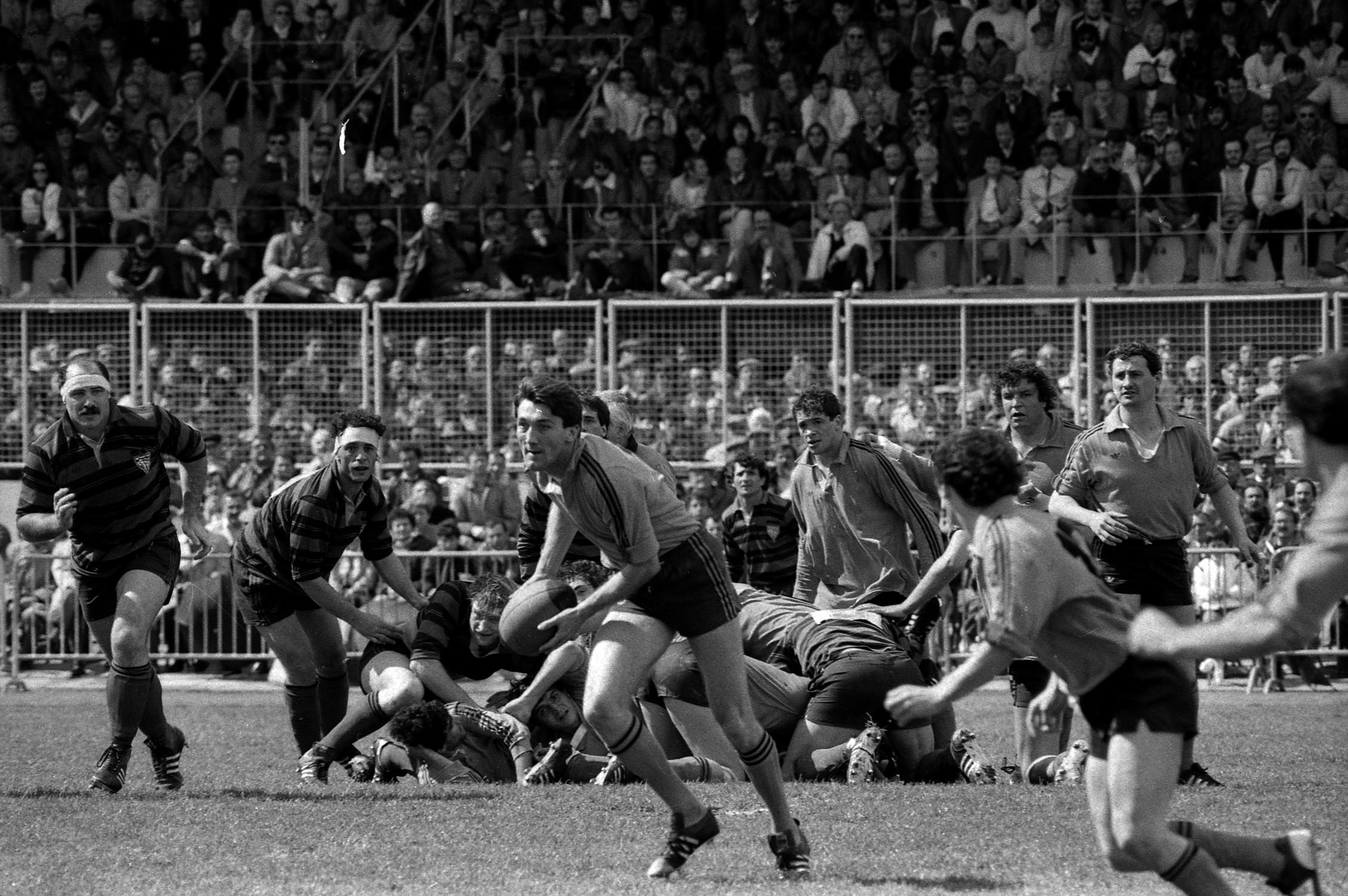
Pierre Mathias.
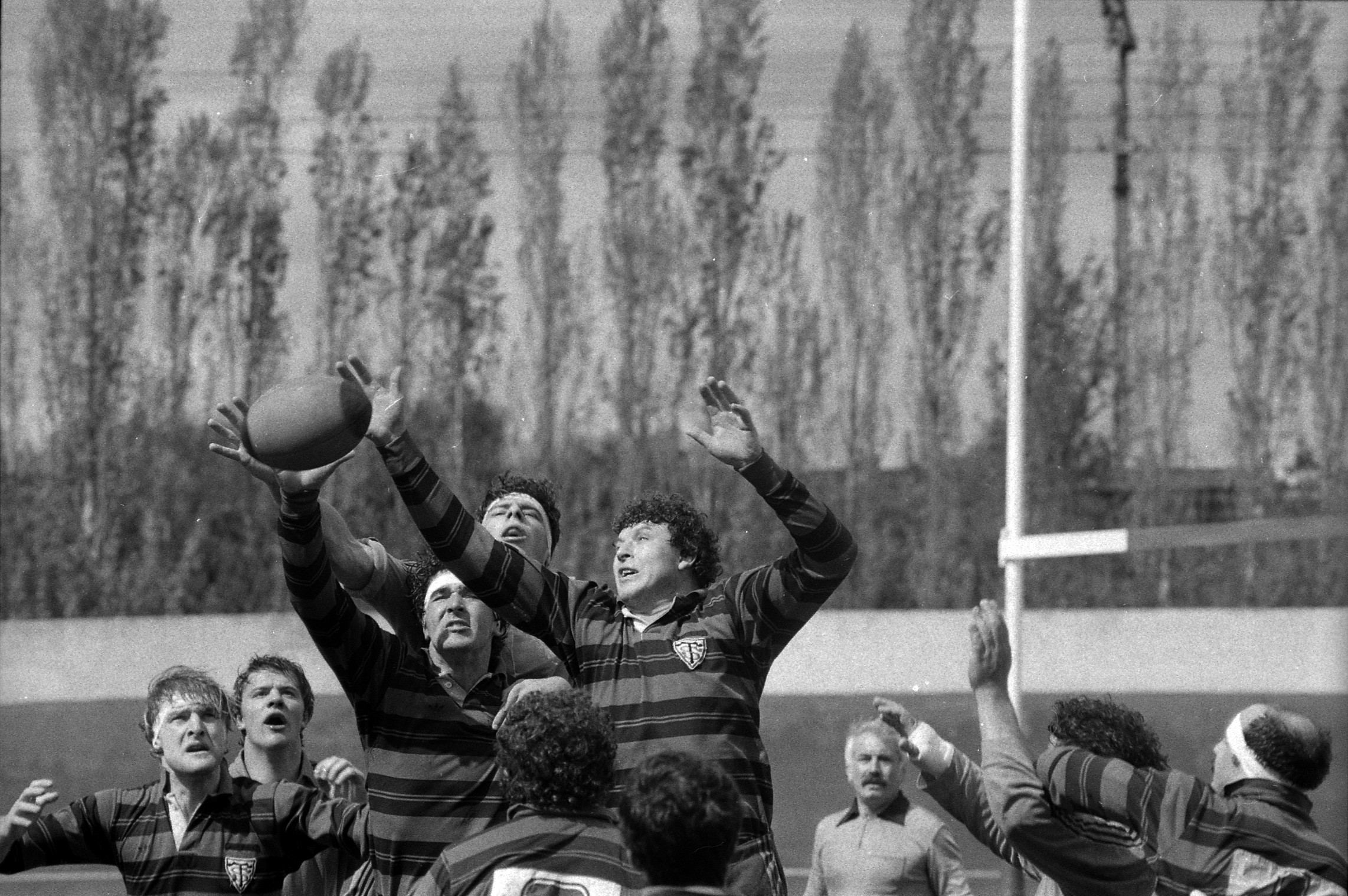
Bataille en touche entre Gilles Bourguignon et Gérard Portolan lors de la finale de la coupe de France 1985.
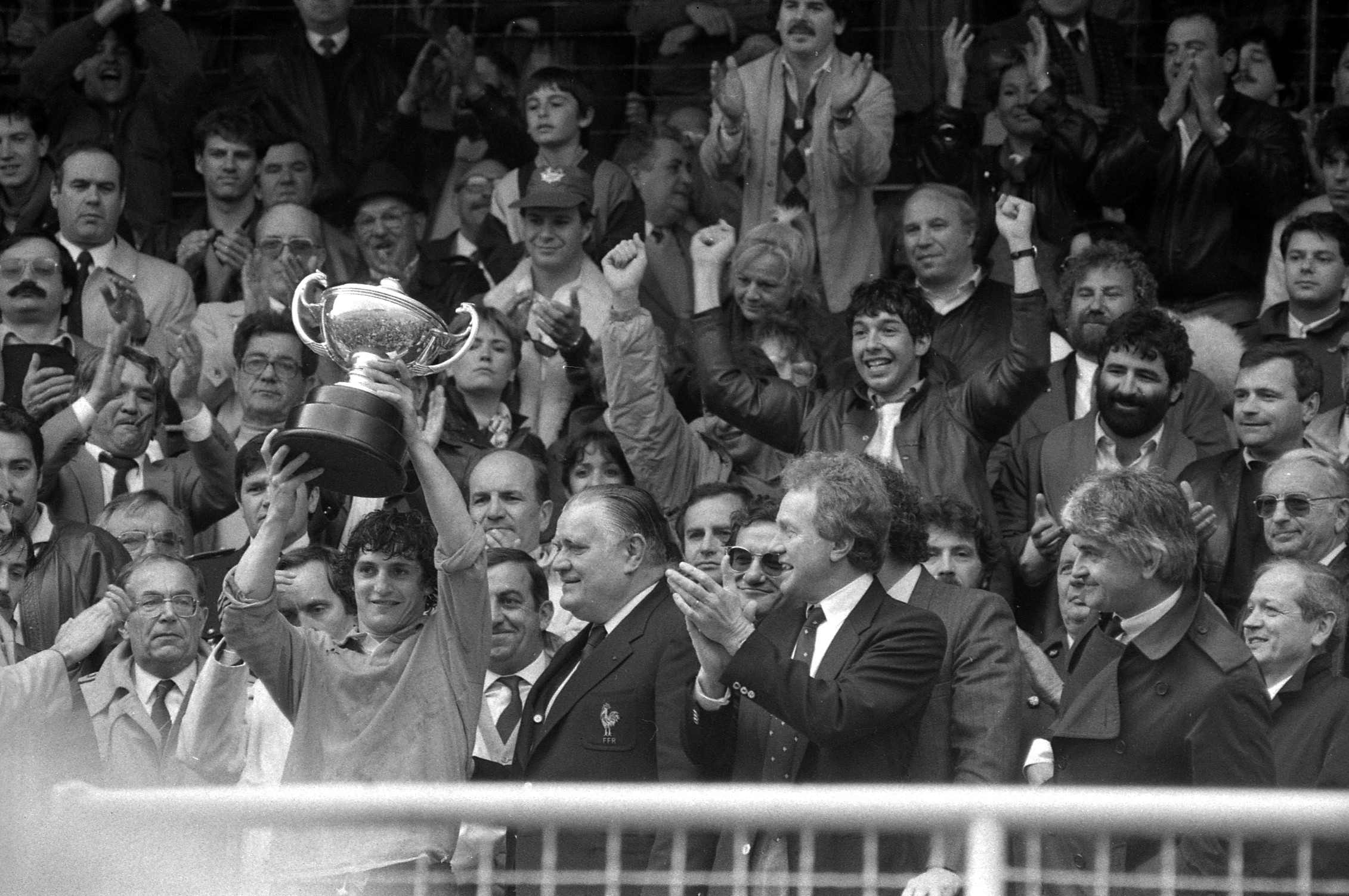
Tribune officielle lors de la finale victorieuse de coupe de France, le 14 avril 1985.

En 1985, le deuxième ligne Gilles Bourguignon arrive du Racing et jouera treize saisons au club. Le RCN remporte cette saison-là la coupe de France en 1985 après avoir battu Grenoble en demi-finale 42-22 et le Stade toulousain en finale 28-27 mais échoue à se qualifier en Championnat pour la première fois depuis 1963.

#### Demi-finaliste du championnat 1988
Jean-Marc Lescure arrive au club en 1985-86.
Il est remplacé au poste de demi d'ouverture où il succède à Pierre Mathias.
Narbonne recrute aussi le centre du Stade toulousain Thierry Merlos et le Parisien du PUC Jean-Philippe Swiadek.
Toutefois, le club connaît deux saisons difficiles.
En 1986, le RCN est éliminé en huitième de finale du Championnat par Graulhet (victoire 10-9 à Narbonne et défaite 15-12 à Graulhet) et en huitième de finale du Challenge par Grenoble 19-11.
En 1987, le RCN manque la qualification, septième seulement de sa poule de Championnat et est éliminé en huitième de finale du Challenge par la Section paloise 17-12.
En 1988, le demi de mêlée Henri Sanz, transfuge du SC Graulhet devient international en fin de saison, titulaire lors de la tournée des Argentins. Narbonne, après avoir terminé en tête de sa poule atteint les demi-finales du Championnat où il est éliminé par le SU Agen 19-9 et les huitième de finale du Challenge où il est éliminé par le Racing CF, vice-champion de France 19-16.

#### Vainqueur du Challenge du Manoir et demi-finaliste du championnat 1989
Narbonne remporté un nouveau Challenge en 1989 contre Biarritz 18-12.
La même année, Narbonne élimine en quart de finale Grenoble, premier club français à l'issue des matchs de poules et atteint les demi-finales du Championnat contre Toulon (défaite 20-3) sous la direction de l’ancien entraîneur de Béziers Raoul Barrière.

### Les années 1990

#### Double vainqueur du challenge Yves du Manoir (1990 et 1991)

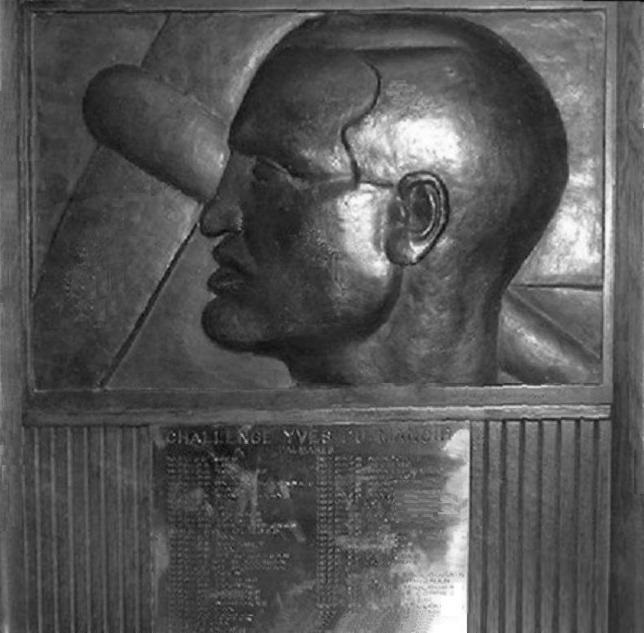
Narbonne remporte neuf challenge Yves du Manoir entre 1968 et 1991 c'est un record.

Le RCN remporte encore deux nouveaux challenge Yves du Manoir en 1990 contre Grenoble (24-19) et en 1991 contre Bègles (13-12) avec la génération historique des Henri Sanz, Jean-Marc Lescure, Francis Déjean et Gilles Bourguignon.
C'est l’équipe la plus prolifique avec quatre finales consécutives et un triplé historique (1989, 1990 et 1991) ainsi qu'une finale perdue en 1992 pour la dernière apparition en finale de Jean-Claude Pinéda qui a joué  six finales et en a remporté quatre.
Henri Ferrero est l'homme qui détient lui quatre titres comme joueur et trois autres comme entraîneur.
Dans le même temps en Championnat, le RCN atteint les quarts de finale en 1990 et 1991, battu les deux fois par le Stade toulousain et les huitièmes de finale en 1992 après avoir terminé en tête de sa poule.

#### Un quart de finale au goût amer 1993

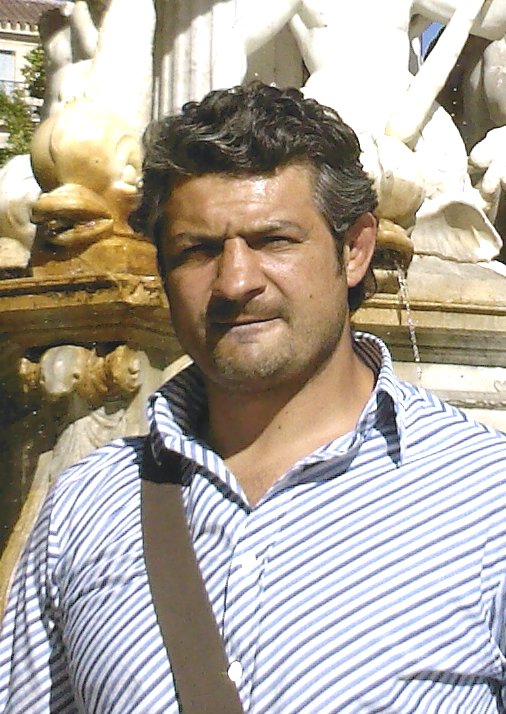
Christian Labit

En quart de finale du championnat de France 1993, au Stadium de Toulouse, Narbonne et le Castres olympique sont à égalité à dix minutes de la fin du match, après que Laurent Labit eut ramené les Tarnais à hauteur des Narbonnais.
Alors qu'on se prépare à des prolongations, Philippe Escalle marque un essai à trois minutes de la fin du match et se blesse.
Castres passe devant 38-33.
Castres doit donc finir son match à quatorze car les Tarnais ont déjà fait rentrer leurs quatre remplaçants.
Mais les entraîneurs castrais font alors entrer Maurice Bille.
Le RCNM pose donc réclamation à la fin de la rencontre.
La Fédération accepte de rejouer le match mais en prenant en compte la victoire de Castres 38-33.
Une semaine plus tard, à Tarbes, Castres l'emporte 33-21.
Sur un score cumulé de 71-54, Narbonne est ainsi éliminé des phases finales.
En Challenge, Narbonne dispute sa cinquième demi-finale consécutive avant d'être éliminé par le Castres olympique 22-14.

#### Dernières saisons au plus haut niveau

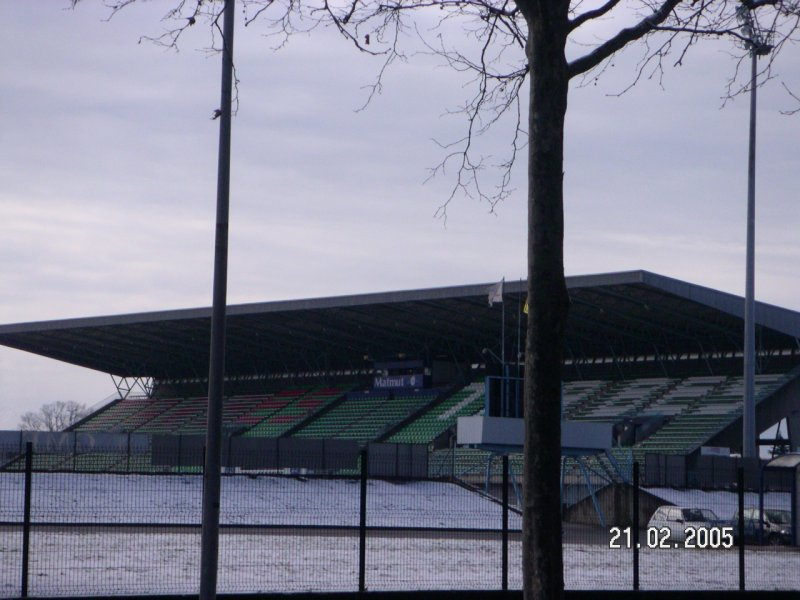
Le stade Maurice-Trélut à Tarbes, théâtre du quart de finale Toulouse-Narbonne, dernier match de Didier Codorniou.

En 1994, Jean-Marc Lescure doit mettre un terme prématurément à sa carrière, plaqué à retardement lors de la réception du Biarritz olympique en décembre 1993, Il se casse la jambe et ne reviendra jamais au plus haut niveau. C'est Didier Codorniou déplacé du centre à l'ouverture qui assure l'intérim jusqu'à la fin de la saison. Le RCN dispute les quarts de finale du Championnat, battu par le Stade toulousain 26-12 pour ce qui sera le dernier match de la carrière du petit prince.
Narbonne atteint aussi les demi-finales du Challenge, éliminé par Perpignan à Béziers 13-6.
La saison 1995 est plus difficile avec une élimination en Top 16 en Championnat et en quart de finale du Challenge.
La même année, l'équipe réserve est championne de France avec notamment Stéphane Prosper, transfuge du Stade montois qui a été toute la saison sous licence rouge et ainsi interdit de jouer en équipe première en Championnat.
Narbonne dispute ensuite les quarts de finale Championnat face au Stade toulousain en 1996 tandis qu'il échoue à se qualifier en Challenge.
L'arrière Frédéric Benazech sera la grande révélation de la saison.
En 1997, Narbonne frôle l'exploit en huitième de finale du Championnat mais est éliminé pour la cinquième fois consécutive par le Stade toulousain 24-22 sur un drop de Christophe Deylaud dans les arrêts de jeu.
Le club atteint néanmoins les demi-finales du Bouclier européen après une victoire à Northampton 23-22 en quart de finale.
À l'issue de la saison, le pilier international Franck Tournaire quitte le club pour le Stade toulousain contre qui il a disputé son dernier match sous le maillot narbonnais.
En 1998, Narbonne réalise un recrutement important avec notamment Pierre Berbizier comme entraîneur, le pilier international Laurent Bénézech et le centre international italien Alessandro Stoica. Le RCN est éliminé en quart de finale aller-retour du Championnat par Colomiers au nombre d'essais (3 à 2) après deux matchs nuls (19-19 à Colomiers puis 8-8 à Narbonne).
Le deuxième ligne Gilles Bourguignon met un terme à sa carrière de joueur après quatorze saisons au club.
En 1999, Narbonne est éliminé en Top 16 en Championnat mais atteint les demi-finales du Bouclier européen alors qu'il a terminé la phase de poule invaincu avec six victoires en six matchs.
L'ailier Renaud Calvel termine meilleur marqueur de cette compétition avec sept essais inscrits.
L'arrière Frédéric Benazech quitte alors le club pour Perpignan.
En 2000, Narbonne, renforcé par le demi d'ouverture argentin Gonzalo Quesada échoue à se qualifier aussi bien en Championnat qu'en Challenge Européen.

### Les années 2000

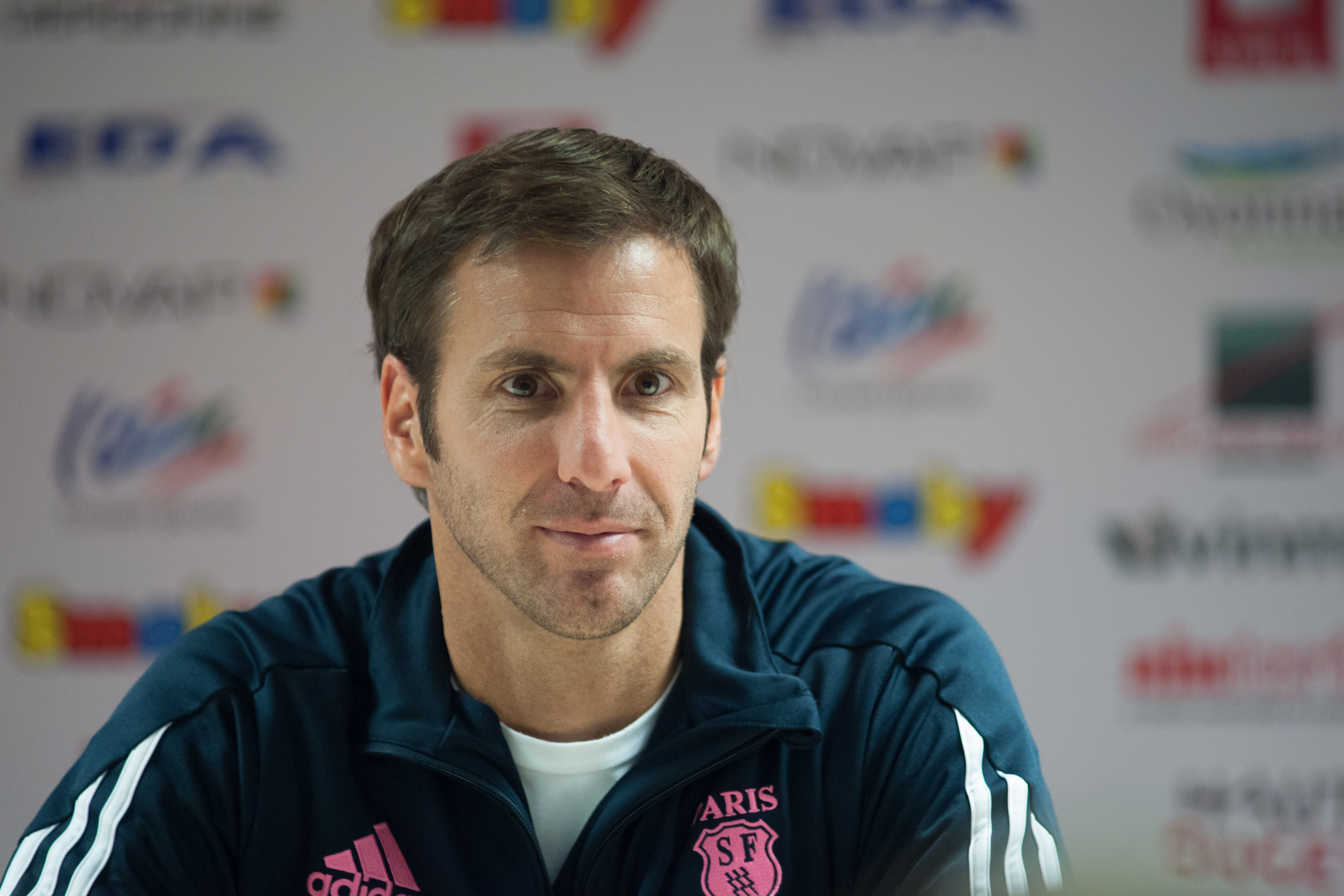
Gonzalo Quesada

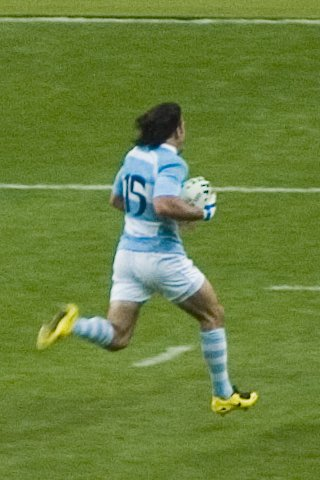
Ignacio Corleto

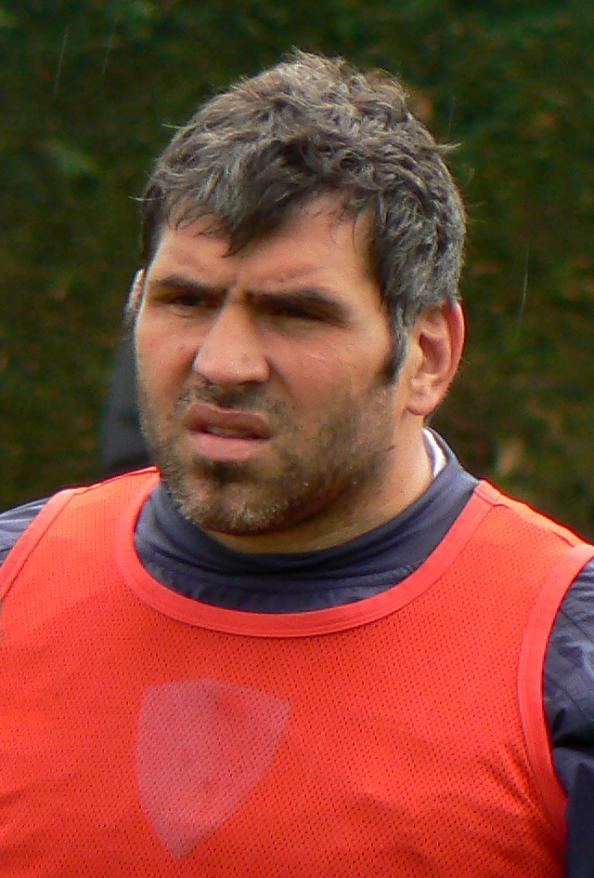
Martín Scelzo

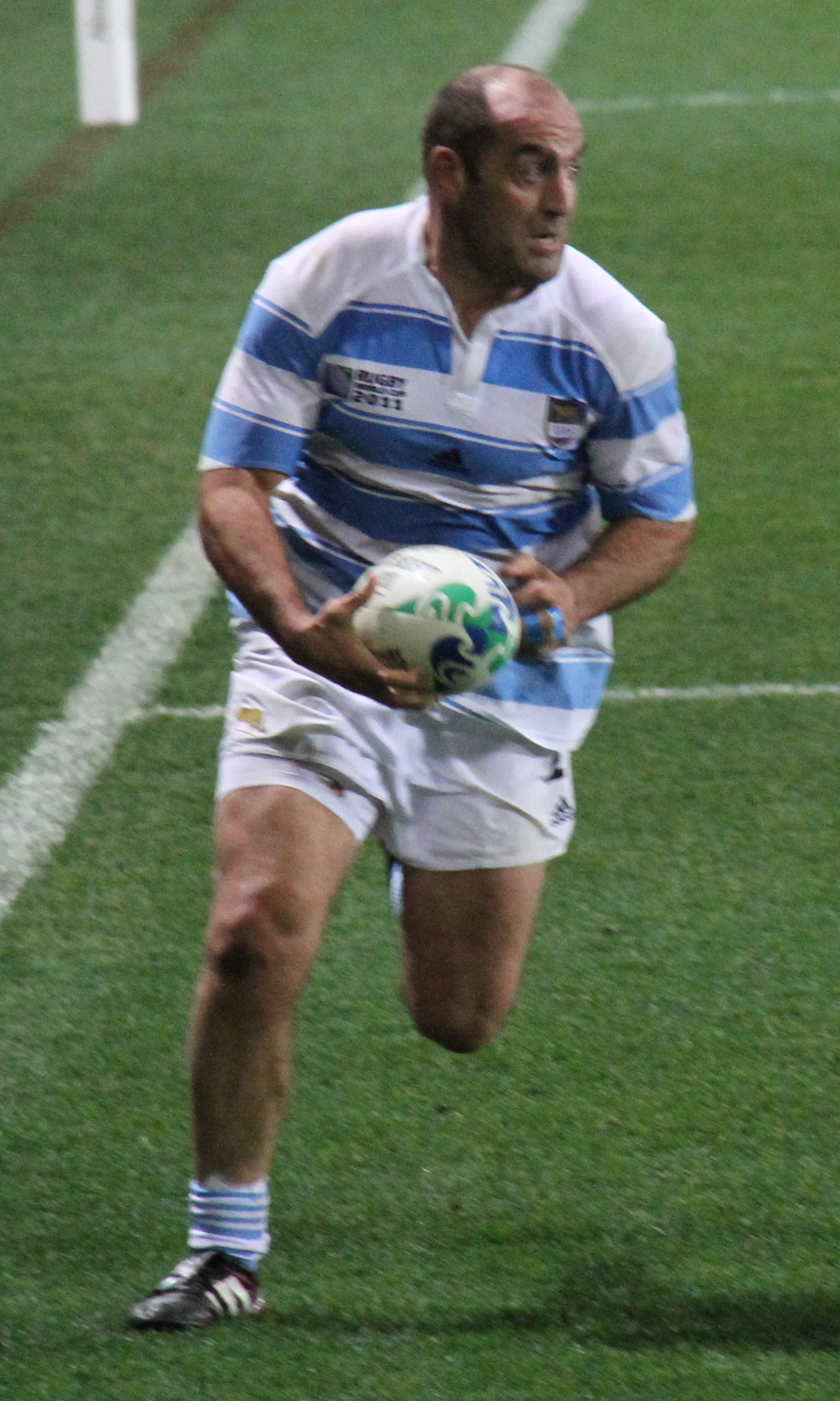
Mario Ledesma

Au début de l'année 2001, le club se restructure en marge de la professionnalisation du rugby français : le Racing Club narbonnais est ainsi renommé Racing Club Narbonne Méditerranée.

#### Finaliste du challenge européen 2001

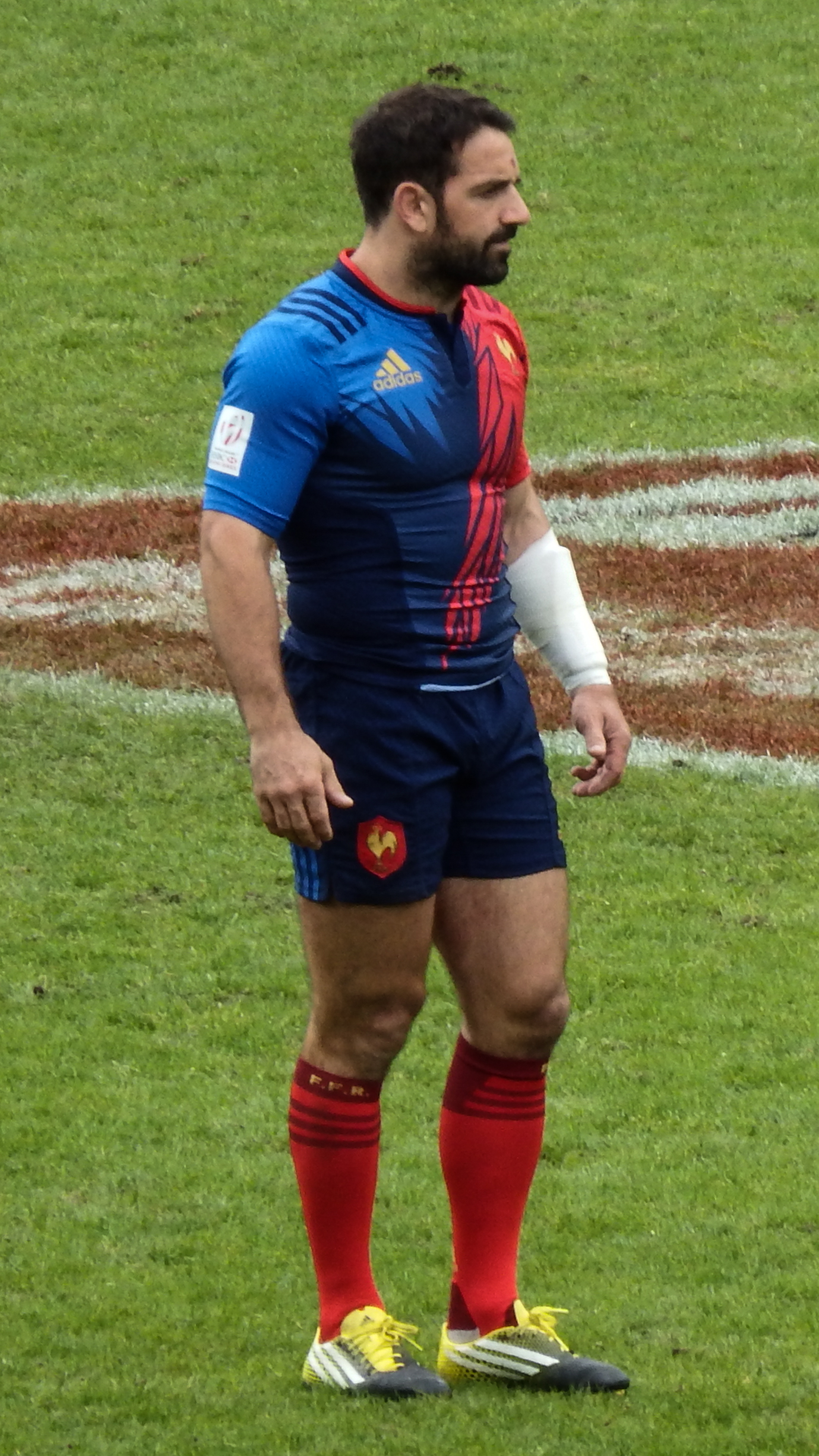
Julien Candelon

Le Racing arrive à se maintenir parmi l'élite réduite à seize club pour la saison 2002. Il dispute aussi une finale de Bouclier européen, perdue contre les Harlequins 42-33 après prolongations.
En fin de saison, le centre Alessandro Stoica quitte le club pour Gloucester.
L'année suivante, Narbonne voit partir son demi d'ouverture international argentin Gonzalo Quesada pour Béziers.

#### Dernières saisons dans l'élite
Les saisons suivantes sont plus difficile.
Cependant, le RCN continue de fournir des joueurs à l'équipe de France comme Arnaud Martinez ou Julien Candelon.
Par ailleurs, Franck Tournaire fait son retour au club en 2004.
En 2006-2007, Narbonne est renforcé par le troisième ligne du Castres olympique Guillaume Taussac mais à la fin de la saison et après presque soixante années consécutives passés en première division, il tombe en Pro D2 pour la première saison de l'entraîneur Régis Sonnes qui conserve toutefois sa place sur le banc narbonnais.
Entre 2007 et 2011, le Racing connaît des saisons difficiles en Pro D2, marquées par plusieurs changements d'entraîneurs et une stagnation au milieu du tableau. À l'été 2011, il échappe de peu à une relégation administrative en Fédérale 1.

### Les années 2010

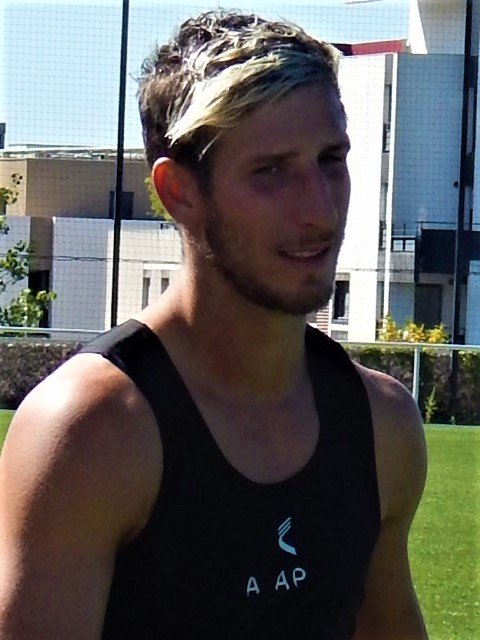
Vincent Rattez

À l'été 2011 le Racing voit l'arrivée de sponsors australiens, par le biais de la société FG Management qui devient actionnaire majoritaire du club. FG Management compte dans ses rangs d'anciennes gloires du rugby australien, telles Bob Dwyer ou David Gibson et compte ramener le Racing au premier plan du Rugby français.
Le club audois fait entre autres signer Josh Valentine et Julian Huxley, anciens internationaux australiens.
Durant l'intersaison 2012, les autres joueurs qui rejoignent le Racing sont Sébastien Petit, Anaël Neveu, George Marich, Gonçalo Uva, Josh Furno, Charles Malet, Dewet Roos, Quentin Étienne, Vincent Rattez, Joëli Lutumailagi, José Lima et Shaun Foley.

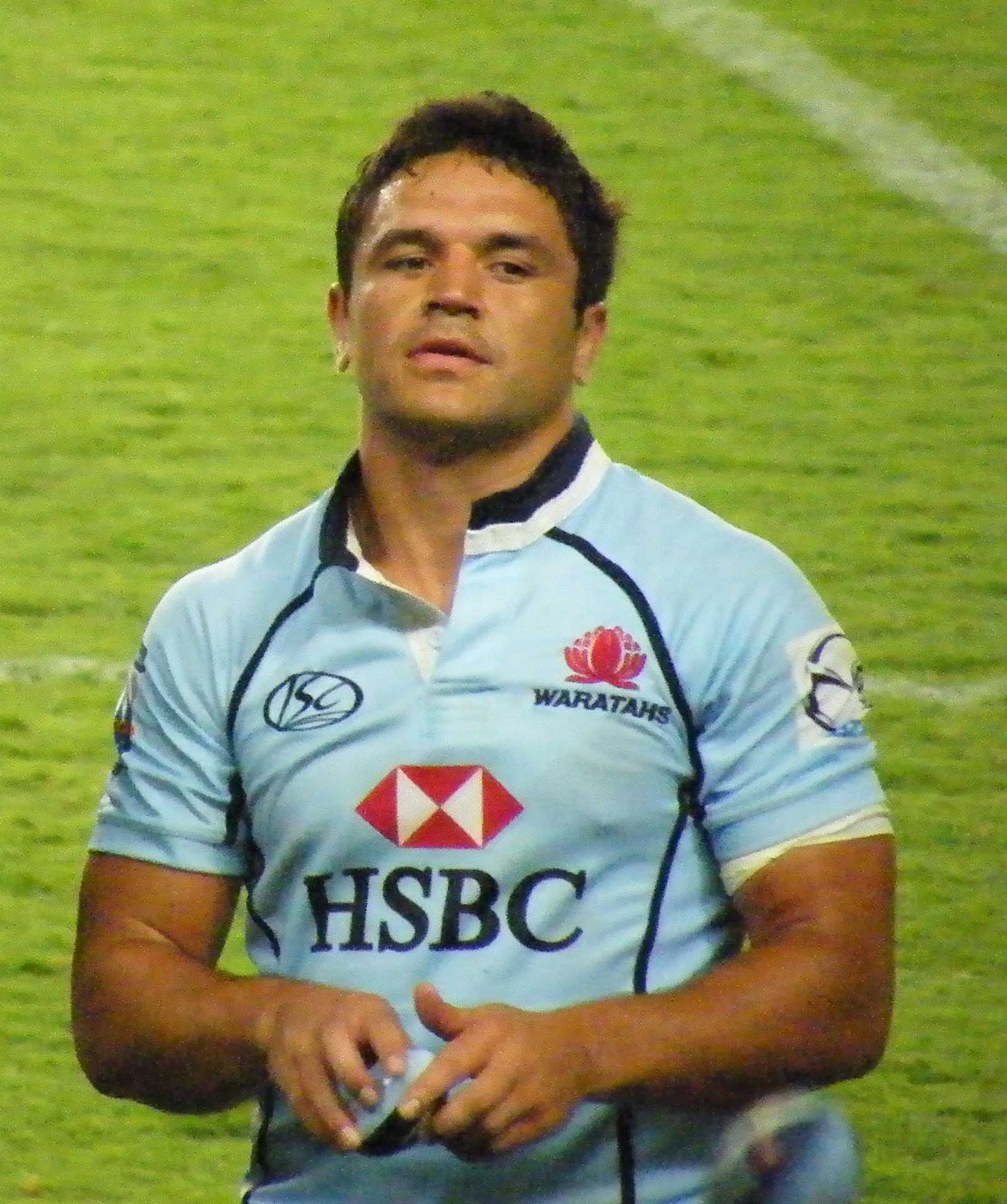
Daniel Halangahu

Durant l'intersaison 2013, les joueurs qui rejoignent le Racing soit Cyril Deligny, Stan Wright, Benoît Zanon, Jérémy Haurie, Wilfrid Hounkpatin, Romain Manchia, Ted Postal, Lei Tomiki, Étienne Herjean, Gilles Arnaudiès, Sébastien Rouet, Daniel Halangahu, Tyrone Smith, Sakiusa Navakadretia, Saia Fekitoa.
Lors de la saison 2013-2014, Narbonne se classe cinquième à la fin de la saison régulière et se qualifie pour les demi finale, où ils joueront à Agen mais s'incline à ce stade de la compétition.

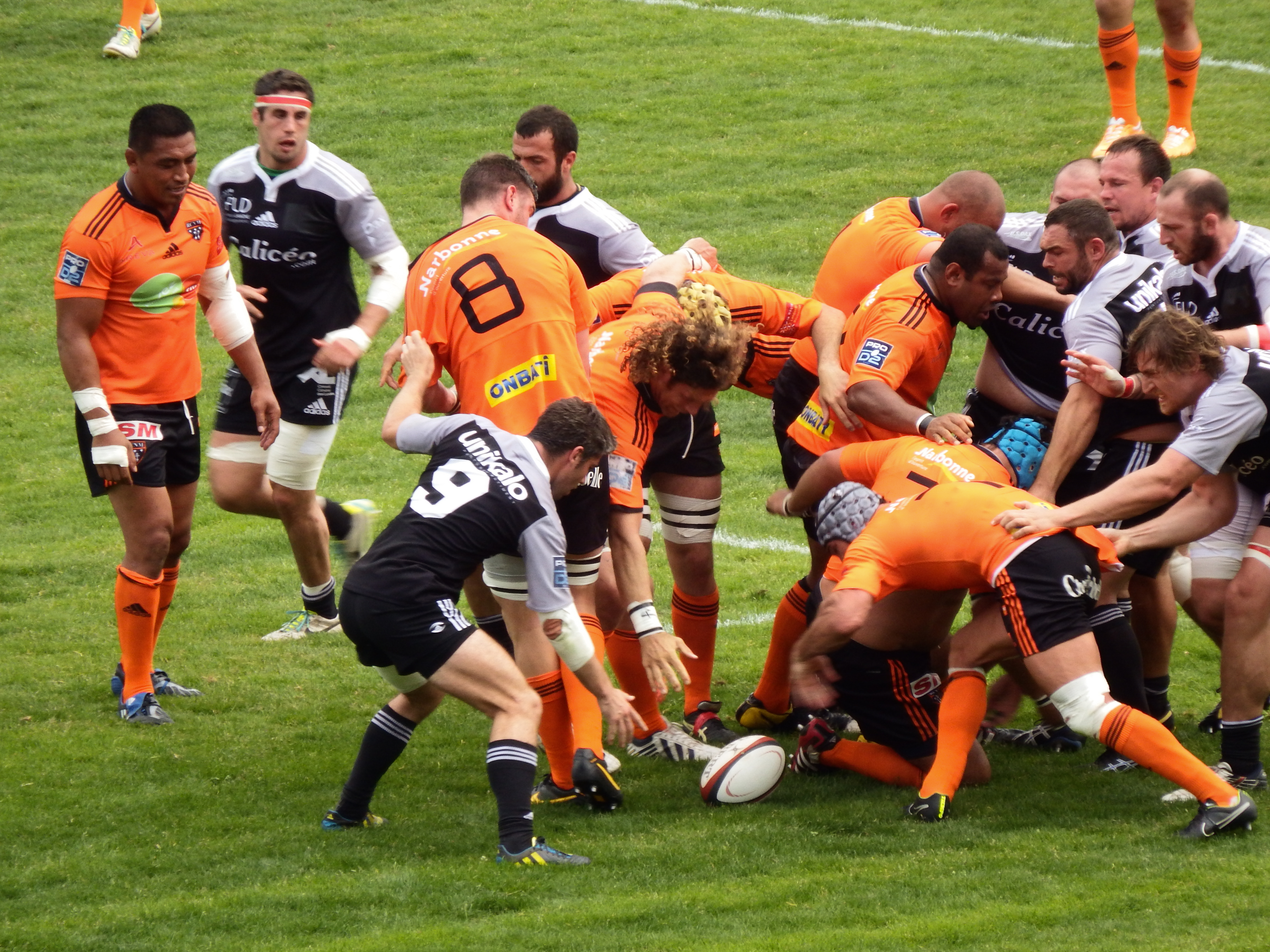
Après sa victoire à domicile contre l'US Dax lors de la 29e journée, le RC Narbonne assure son maintien en Pro D2 au terme de la saison 2014-2015.

Lors de la saison 2014-2015, Narbonne termine a la quatorzième place et évite de peu la relégation lors de l'avant dernière journée de championnat.

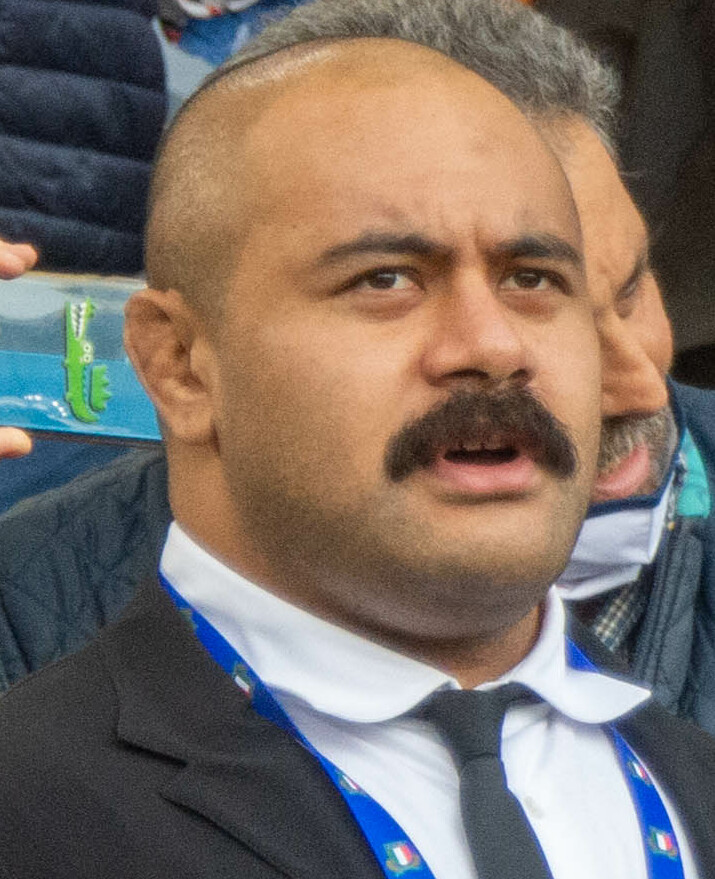
Karl Tuʻinukuafe

#### Relégation en Fédérale 1 2018
Après un début de saison 2017-18 poussif, le manager Christian Labit est démis de ses fonctions en octobre.
Le 16 mars 2018, après une défaite 52 à 17 contre l'US Carcassonne (entraîné par Christian Labit), le RCNM est officiellement relégué en Fédérale 1, onze ans après sa descente en Pro D2.
Le 30 juin 2018, l’association du RCNM résilié le contrat de gestion des activités du club qui la lie avec la Société anonyme sportive professionnelle (SASP). En juillet, la SASP est liquidée en raison d'un passif de 885 340 euros. Le 5 décembre, le directeur de l'Usine de Malvési reconduit le contrat de sponsoring qui lie le groupe Orano au RCNM. Le 20 décembre, lors d'une vente aux enchères infructueuse des biens du club, le maire annonce que les locaux que louait la Société anonyme sportive professionnelle (SASP) sont repris par la ville de Narbonne, sauf ceux que l'association du RCNM a récupérés.

#### Arrêt de la Fédérale 1 à cause de la pandémie de Covid-19 en 2020
Après ce remaniement, l'identité du club évolue elle aussi : le 23 juillet 2019, il est officiellement renommé en tant que Racing Club narbonnais, marquant ainsi un retour à l'ancien nom de l'équipe utilisé avant l'ère professionnelle du rugby français et abandonnant la mention à la Méditerranée.
Le club commence à se renforcer en recrutant notamment David Smith, ailier du Castres olympique.
Pendant la saison 2019-2020, la Fédérale 1 est interrompue fin mars 2020 à cause de la pandémie de Covid-19 en France,. Le RC Narbonne second de sa poule derrière l'US bressane ne peut pas jouer les phases finales.

### Les années 2020

#### Intégration en Nationale en 2020 conclue d'une montée en Pro D2
Lors de la saison 2020-2021, le RCN intègre le nouveau championnat de France de Nationale.
Le début de saison fut compliqué, la Covid-19 n'ayant pas épargné le club. Après le gel de plusieurs matchs à partir de fin octobre en raison de la situation sanitaire sur le territoire français, les oranges et noirs font un retour éclatant en janvier, gagnant la majorité des rencontres et rattrapant le retard accumulé depuis quelques mois. Les Audois se qualifient en demi-finale de Nationale après avoir terminé quatrième lors de la phase régulière, cette demi-finale a lieu à l'extérieur contre le Stade niçois. Le RC Narbonne s'impose 12-9 et se qualifie en finale face l'US bressane. Malheureusement les joueurs de Patrick Pézéry s'inclinent sur le score de 26 à 16. Malgré ce résultat le club retrouve tout de même la Pro D2.

#### Relégation en Nationale 2022

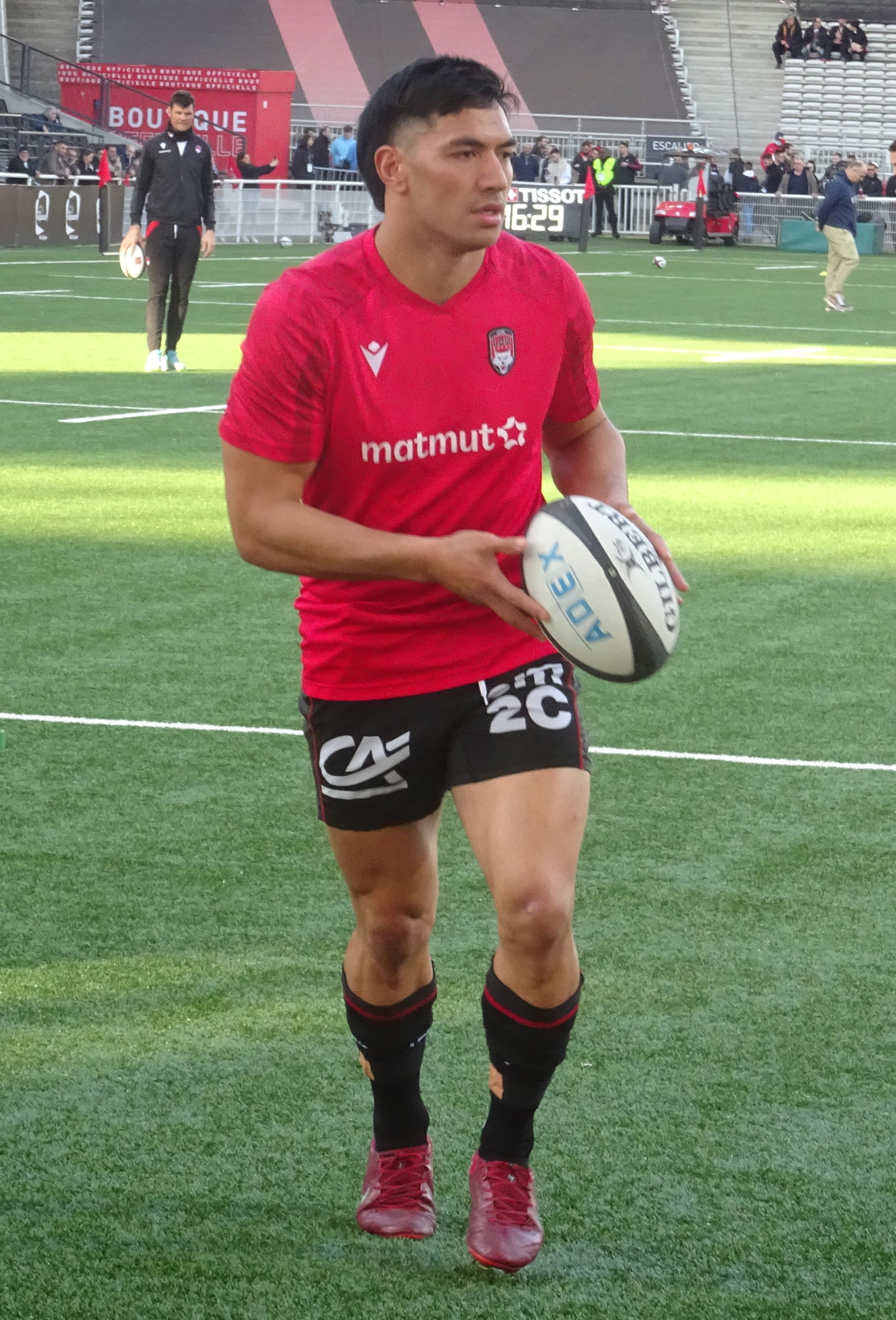
Josiah Maraku

Fraîchement promu en Pro D2, le RCN souhaite s'armer dans sa quête au maintien et procède donc à un recrutement massif avec des joueurs expérimentés comme Mohamed Boughanmi, Carl Axtens ou encore l'enfant du club, Louis-Benoît Madaule. Le début de saison n'est pas simple mais quelques victoires comme celles sur le terrain de Provence Rugby ou encore du SU Agen, récemment relégué de Top 14, permettent aux Narbonnais de s'accrocher. Mais le club peine à domicile et enchaîne les défaites frustrantes avec seulement quelques points d'écarts. Malgré certaines prestations remarquables et encourageantes, Narbonne ne parvient pas à renverser la situation et termine dernier du championnat.
Cette relégation est très violente pour le club. En effet les cinq co-présidents (Philippe Campos, Xavier Marco, Gilles Belzons, Jean Ormières, Marc Delpoux) décident de quitter le club dans l'espoir que celui-ci soit prit en main par un repreneur. Durant l'été 2022, plus les semaines passent et plus l'espoir de voir un repreneur semble s'éloigner. Le RCN est alors au bord de la crise. Au vu de la situation, Xavier Marco propose alors de rester à la tête du club. Élu par le conseil d'administration, le nouveau président est accompagné de Pierre Lavigne, ancien magistrat, en tant que directeur général. Les deux hommes souhaitent restructurer le RC Narbonne afin de permettre au club de remonter en Pro D2 et de s'y maintenir définitivement. Après une septième place en Nationale en 2022-2023, Narbonne réalise une saison 2023-2024 très sérieuse en décrochant une deuxième place synonyme de demi-finale à domicile. Après avoir éliminé le voisin de l'US Carcassonne en demi-finale, le club s'incline contre le Stade niçois en finale puis une seconde fois contre l'US Montauban en barrage d'accession Nationale-Pro D2 sur le score de 19 à 20. La saison suivante le club termine deuxième de la phase régulière mais échoue aux portes de la finale en se faisant éliminer par le voisin carcassonnais en demi-finale.
À l'issue de ce nouvel échec, les dirigeants du club remercient Julien Seron et son staff. Quelques semaines plus tard Jacques Delmas fait son retour sur le banc orange et noir en tant que manager.

## Identité visuelle

### Couleurs et maillots
Lors de la création du club en 1907 les couleurs étaient le grenat et le noir en référence aux évènements de 1907. C'est en 1912 que le RC Narbonne va changer pour définitivement adopter les couleurs orange et noir, le blanc pouvant quelquefois apparaître sur certains maillots.

### Logo
En marge de son changement de nom en 2019, retournant aux origines du club, le nouveau logo est directement inspiré d'un des anciens logos du Racing : le blason de la ville de Narbonne est ainsi remplacé par le Palais des archevêques de Narbonne, tandis que la couleur orange est davantage mise en avant,. En 2023, une version monochrome est adoptée.

Évolution du logo
Ancien logo.
Ancien logo.
Logo durant les années 2000.
Ancien logo abandonné en 2014.
Logo de 2014 au 23 juillet 2019.
Logo du 23 juillet 2019 au 2 juin 2024.
Logo instauré à partir du 2 juin 2024.

## Structures

### Stades

#### Stade Cassayet
Deux stades ont marqué l'histoire du Racing Club Narbonnais. Le premier est le Stade Cassayet. Anciennement appelé Stade de Maraussan, il fut l'antre des orange et noir de la création du club jusqu'à la fin des années 1970. Il a également été le lieu de la finale du championnat de France en 1925. Le stade a beaucoup changé de nos jours et bien que l'équipe première n'y réside plus, les catégories jeunes du RCN occupent toujours les lieux. En effet, le stade Cassayet est le cœur de l'école de rugby et du centre de formation. Il arrive parfois que les matchs amicaux d'intersaison de l'équipe première se déroulent à Cassayet comme ce fut le cas lors de l'été 2018.

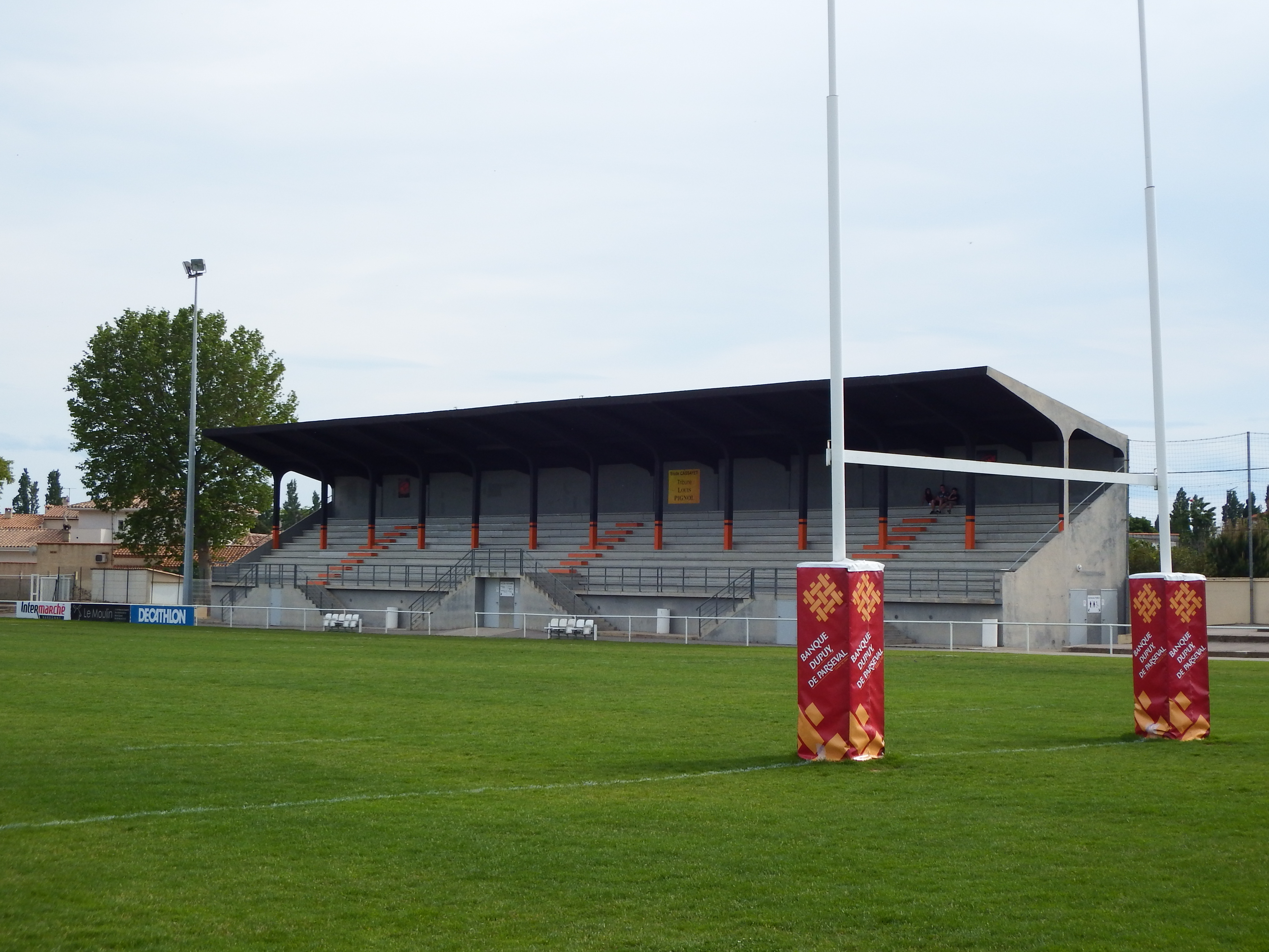
Ici le Stade Cassayet.

#### Parc des sports et de l'amitié
Le deuxième et actuel stade du Racing Club Narbonnais est le Parc des sports et de l'amitié. Ouvert depuis 1976, date où le RCN y a élu domicile, le Parc des Sports est une enceinte sportive disposant de 12 000 places. Composé à l'origine de deux tribunes qui se faisaient face, des travaux eurent lieu en 1992 afin d'ériger une nouvelle tribune nommée tribune Méditerranée ainsi que d'immenses filets anti-vents. En effet celui-ci peut parfois atteindre les 120 km/h et plus dans la ville. Le stade dispose également d'une piste d'athlétisme. En 2022, des travaux débutent afin de moderniser la tribune Pech-de-Laclause. Ceux-ci s'achèvent décembre 2023 et sont inaugurés le 13 janvier 2024. Désormais le stade dispose d'espaces réceptifs d'une capacité avoisinant les 700 personnes.

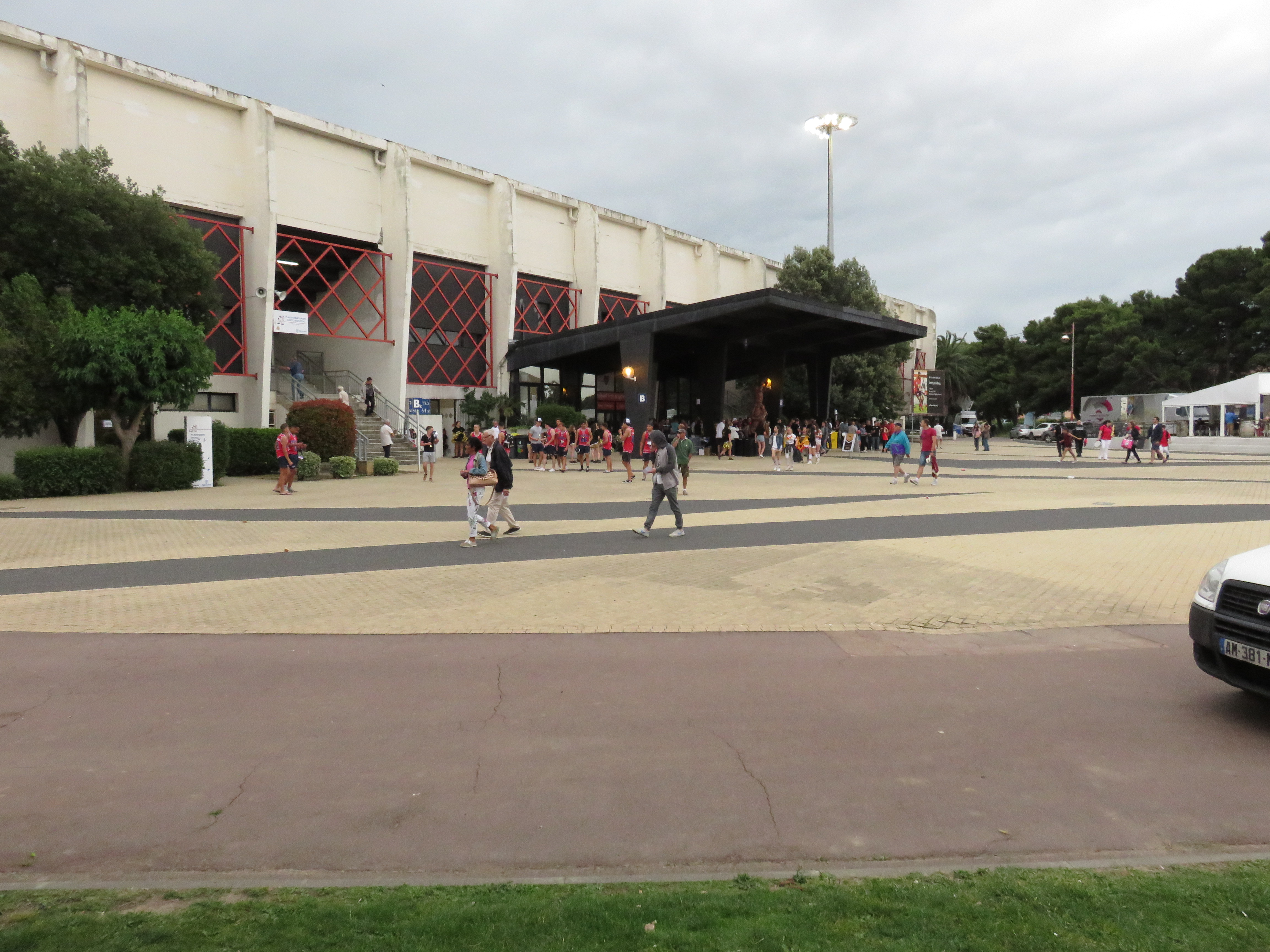
L'entrée du stade.
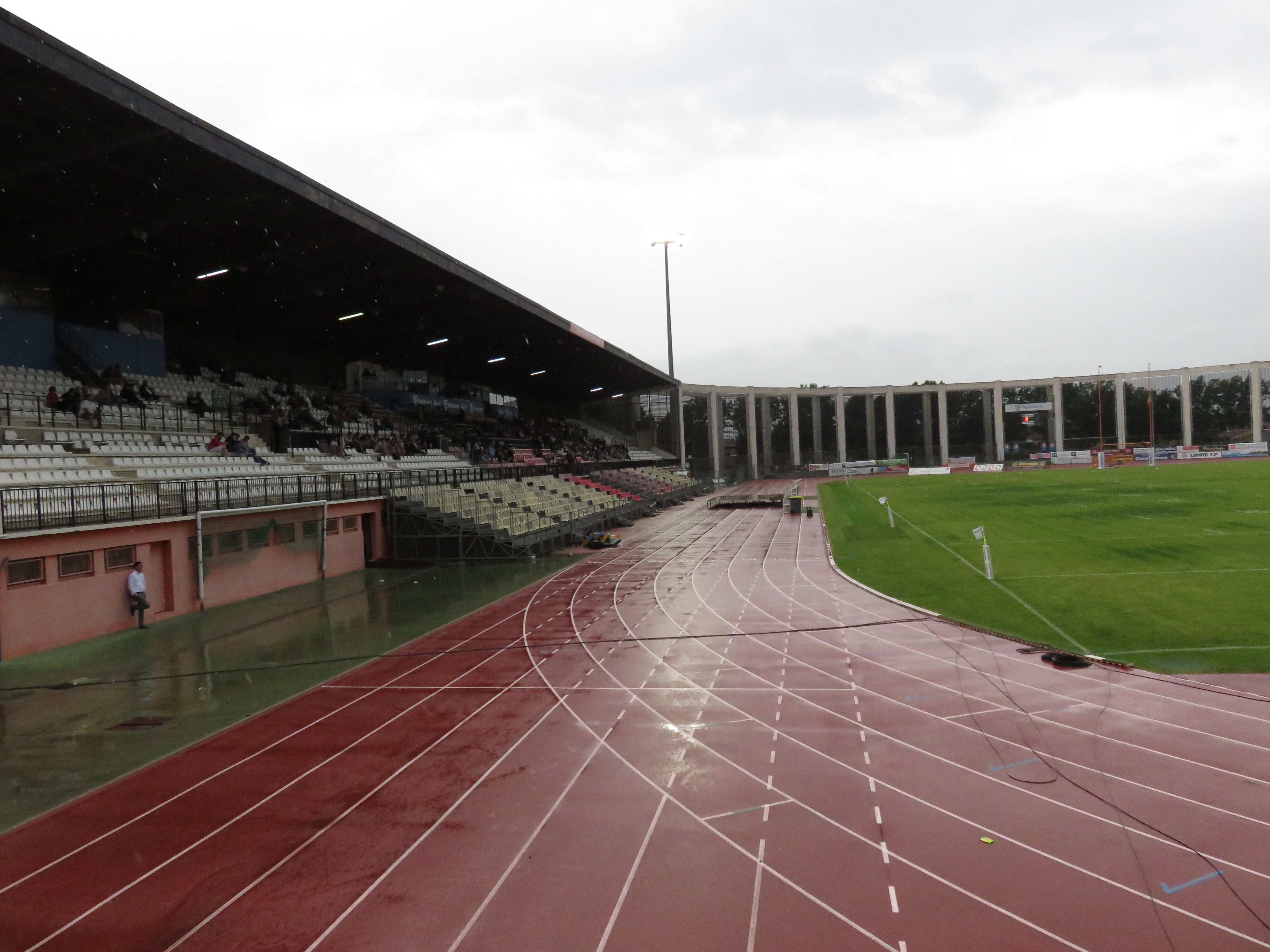
La tribune Pech-de-Laclause.
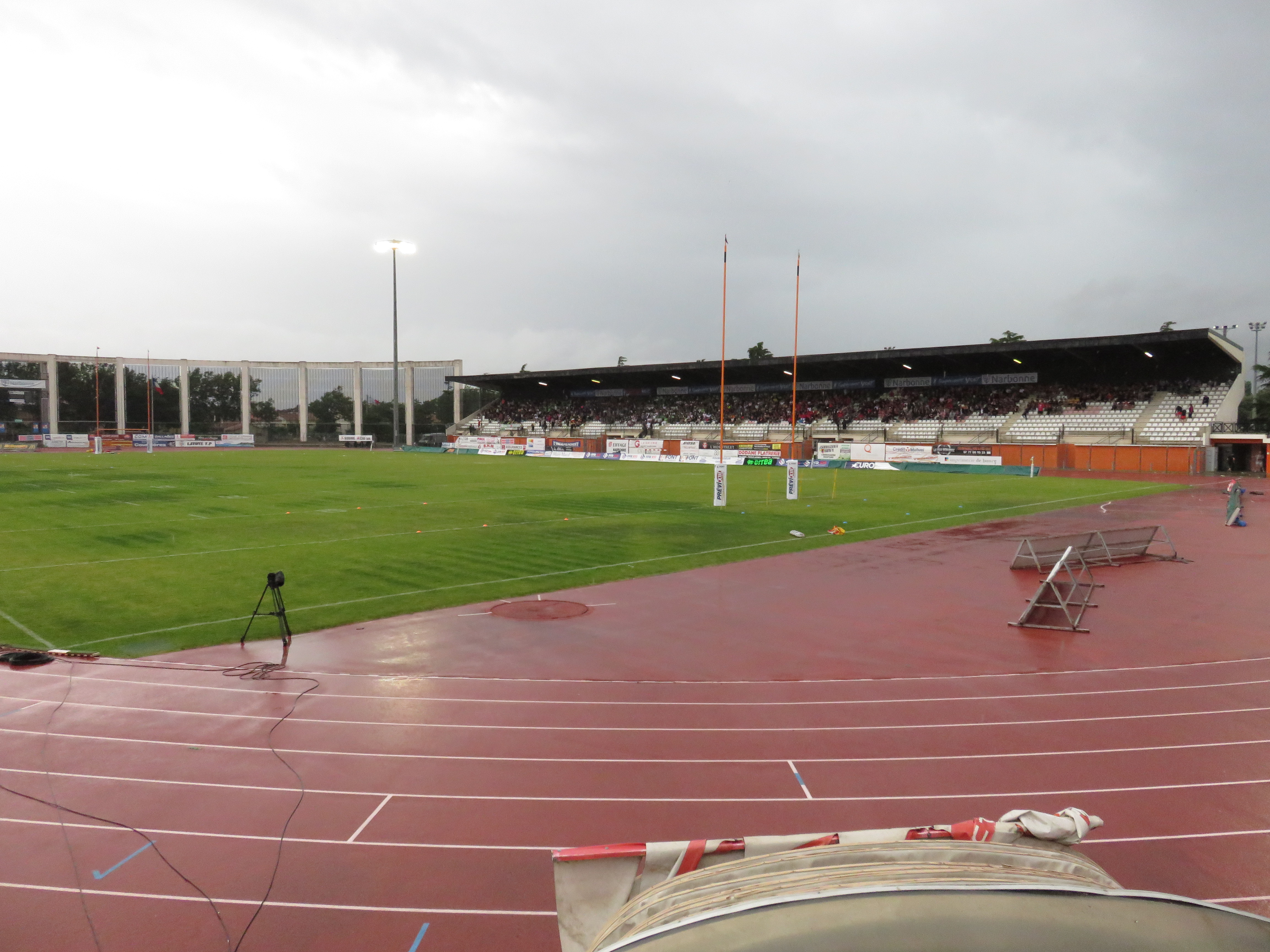
La tribune latérale Clape.
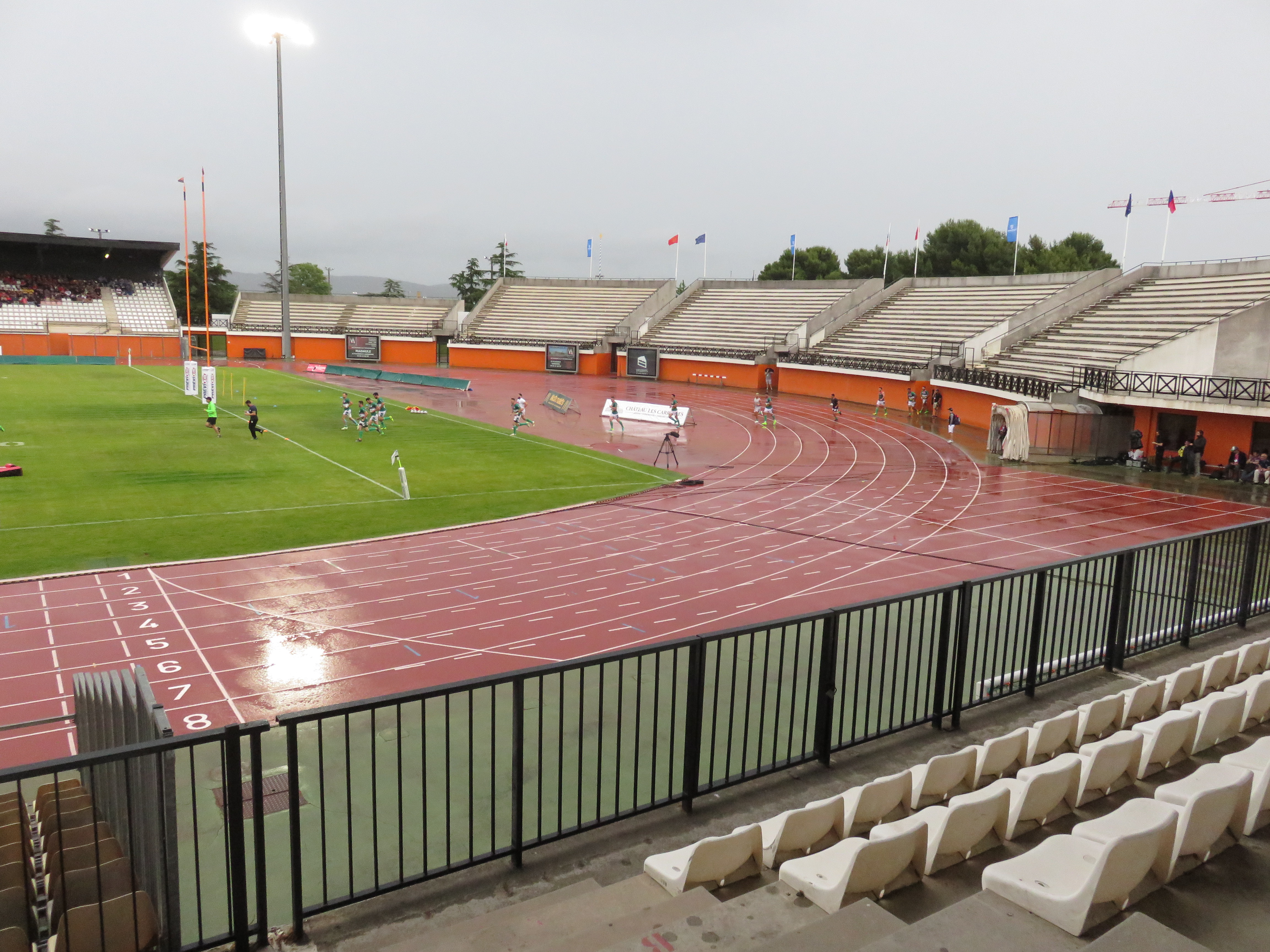
La tribune Méditerranée en arc de cercle.
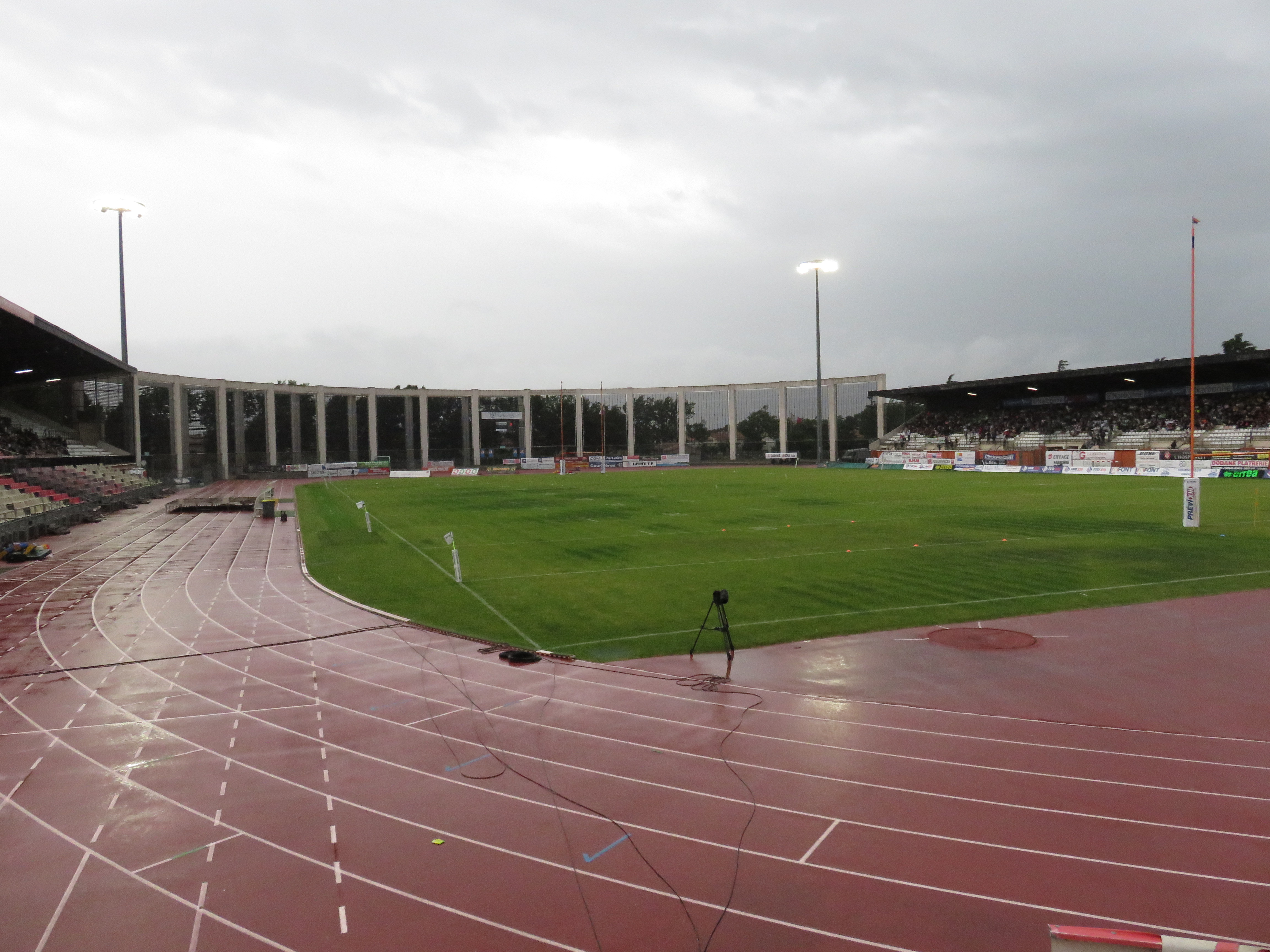
Pesages Populaires devant le filet anti-vent.

### Centre de formation
Un des points forts qui fait la réputation du RC Narbonne est son centre de formation. Basé dans l'enceinte du Stade Cassayet, le centre de formation s'adresse aux joueurs ayant entre 17 et 23 ans et qui affichent de bonnes prédispositions au rugby. Le but étant de former ces joueurs le mieux possible afin qu'ils puissent un jour intégrer le monde professionnel du rugby. Tout ceci sans oublier un accompagnement dans le projet scolaire des joueurs qui est important aux yeux des dirigeants.
La formation narbonnaise a toujours été une marque de qualité dans le rugby hexagonal. Ainsi, peu importe les époques, le centre de formation du RC Narbonne a toujours vu éclore de futurs grands joueurs tels que Didier Codorniou, François Sangalli, Franck Tournaire ou plus récemment Vincent Rattez ainsi que Pierre-Louis Barassi.
En 2024, l'équipe espoirs évolue en Élite, soit le plus haut échelon de cette catégorie et joue sur la pelouse du Stade Cassayet.

## Palmarès

### Détail du palmarès
| Compétitions nationales | Compétitions internationales                         |
| - Championnat de France de première division : - Champion (2) : 1936 et 1979 - Vice-champion (3) : 1932, 1933 et 1974 - Challenge Yves du Manoir : - Vainqueur (9) : 1968, 1973, 1974, 1978, 1979, 1984, 1989, 1990 et 1991 - Finaliste (3) : 1967, 1982 et 1992 - Coupe de France : - Vainqueur (1) : 1985 - Challenge Jean-Bouin : - Vainqueur (1) : 1988 - Finaliste (1) : 1989 - Bouclier d'automne : - Vainqueur (2) : 1978 et 1984 - Finaliste (2) : 1971 et 1974 - Challenge du club complet : - Vainqueur (2) : 1976 et 1978 - Championnat de France de Nationale : - Vice-champion (2) : 2021 et 2024 - Challenge Jules Cadenat : - Finaliste (2) : 1968 et 1977 - Challenge Antoine Béguère : - Vainqueur (3) : 1966, 1979 et 1980 - Lion d'Ovalie : - Vainqueur (1) : 1977 - Trophée Panache Pernod : - Vainqueur (2) : 1969 et 1979 | - Challenge européen : - Finaliste (1) : 2001        |
| Compétitions espoirs et jeunes | Compétitions amicales                                |
| - Champion de France Nationale B : - Champion (3) : 1979, 1990 et 1995 - Vice-champion (1) : 1989 - Champion de France espoirs niveau 2 (Élite 2) : - Champion (2) : 2012 et 2015 - Challenge Crabos : - Vainqueur (1) : 2022 | - Challenge Armand Vaquerin : - Finaliste (1) : 2001 |

### Finales disputées
On accède à l'article qui traite d'une saison particulière en cliquant sur le score de la finale.
| Date de la finale | Vainqueur   | Score   | Finaliste       | Lieu de la finale                 | Spectateurs |
| ----------------- | ----------- | ------- | --------------- | --------------------------------- | ----------- |
| 5 mai 1932        | Lyon OU     | 9 – 3   | RC Narbonne     | Parc Lescure, Bordeaux            | 13 000      |
| 7 mai 1933        | Lyon OU     | 10 – 3  | RC Narbonne     | Parc Lescure, Bordeaux            | 15 000      |
| 10 mai 1936       | RC Narbonne | 6 – 3   | AS Montferrand  | Stade des Ponts Jumeaux, Toulouse | 25 000      |
| 12 mai 1974       | AS Béziers  | 16 – 14 | RC Narbonne     | Parc des Princes, Paris           | 40 609      |
| 27 mai 1979       | RC Narbonne | 10 – 0  | Stade bagnérais | Parc des Princes, Paris           | 41 981      |

| Date de la finale | Vainqueur   | Score | Finaliste          | Lieu de la finale                 | Spectateurs |
| ----------------- | ----------- | ----- | ------------------ | --------------------------------- | ----------- |
| 4 juin 1967       | FC Lourdes  | 9-3   | RC Narbonne        | Parc des Princes, Paris           |             |
| 15 juin 1968      | RC Narbonne | 14-6  | US Dax             | Parc des Princes, Paris           |             |
| 12 mai 1973       | RC Narbonne | 13-6  | AS Béziers         | Stade Yves-du-Manoir, Colombes    | 12850       |
| 18 mai 1974       | RC Narbonne | 19-10 | CA Brive           | Stade Yves-du-Manoir, Colombes    | 15000       |
| 3 juin 1978       | RC Narbonne | 19-19 | AS Béziers         | Stade Yves-du-Manoir, Colombes    | 6067        |
| 9 juin 1979       | RC Narbonne | 9-7   | AS Montferrand     | Parc des Princes, Paris           | 14160       |
| 5 juin 1982       | US Dax      | 22-19 | RC Narbonne        | Parc des Princes, Paris           | 7419        |
| 2 juin 1984       | RC Narbonne | 17-13 | Stade toulousain   | Parc de Saint-Léon, Bayonne       | 7533        |
| 20 mai 1989       | RC Narbonne | 18-12 | Biarritz olympique | Stade Maurice-Trélut, Tarbes      | 5500        |
| 19 mai 1990       | RC Narbonne | 24-19 | FC Grenoble        | Stade du Hameau, Pau              | 5580        |
| 8 juin 1991       | RC Narbonne | 13-12 | CA Bègles-Bordeaux | Stade de la Méditerranée, Béziers | 10779       |
| 30 mai 1992       | SU Agen     | 23-18 | RC Narbonne        | Stade Amédée-Domenech, Brive      | 5708        |

| Date de la finale | Vainqueur  | Score   | Finaliste   | Lieu de la finale          | Spectateurs |
| ----------------- | ---------- | ------- | ----------- | -------------------------- | ----------- |
| 27 mai 2001       | Harlequins | 42 – 33 | RC Narbonne | Madejski Stadium à Reading | 11 211      |

| Date de la finale | Vainqueur    | Score | Finaliste   | Lieu de la finale                    | Spectateurs |
| ----------------- | ------------ | ----- | ----------- | ------------------------------------ | ----------- |
| 5 juin 2021       | US bressane  | 26-16 | RC Narbonne | Stade Pierre-Rajon, Bourgoin-Jallieu | 1 000       |
| 18 mai 2024       | Stade niçois | 39-30 | RC Narbonne | Chambéry Savoie Stadium, Chambéry    | 4 000       |

## Personnalités du club

### Joueurs emblématiques
- René Araou
- Patrick Arlettaz
- Jean-Michel Benacloï
- René Bénésis
- Frédéric Benazech
- Laurent Bénézech
- Jean-Marie Bisaro
- Éric Blanc
- Gilles Bourguignon
- Julien Candelon
- Joseph Carrère
- Aimé Cassayet-Armagnac
- Philippe Chamayou
- Joseph Choy
- Didier Codorniou
- Guy Colomine
- Patrick Estève
- Henri Ferrero
- Hervé Guiraud
- Jean-Pierre Hortoland
- Christian Labit
- Raphaël Lavaud
- Jean-Marc Lescure
- François Lombard
- Yves Malquier
- Michel Marfaing
- Arnaud Martinez
- Jo Maso
- Pierre Mathias
- Olivier Merle
- Lucien Mias
- Lucien Pariès
- Jean-Claude Pinéda
- Jean-Baptiste Poux
- Cédric Rosalen
- Patrick Salas
- François Sangalli
- Henri Sanz
- Gérard Bertrand
- Laurent Seigne
- Claude Spanghero
- Jean-Marie Spanghero
- Walter Spanghero
- Marc Raynaud
- Gérard Sutra
- Franck Tournaire
- Gérard Viard
- Nicolas Nadau
- Francis Vals
- Nicolas Rey
- Vincent Rattez

- Huia Edmonds
- Justin Harrison
- Julian Huxley
- Jone Tawake
- Brett Sheehan
- Rocky Elsom
- Joshua Valentine
- Matthew Pini
- Salesi Ma'afu

- Ignacio Corleto
- Mario Ledesma
- Gonzalo Longo
- Gonzalo Quesada
- Martín Scelzo
- Bernardo Stortoni

- Marco Bortolami
- Massimo Giovanelli
- Federico Pucciariello
- Alessandro Stoica

- Louis Koen
- Nic Strauss

- Robbie Hutton

- Sunia Koto

- Gareth Llewellyn

- Stuart Reid
- Bryan Redpath

- Jon Thiel

- Stan Wright

- Saia Fekitoa
- Nafi Tuitavake

- Jerry Collins
- Karl Tuʻinukuafe
- Stephen Brett
- Hosea Gear
- Piri Weepu
- Josiah Maraku

### Joueurs formés au club sacrés champions du monde des moins de 20 ans
- Pierre-Louis Barassi (2018)

### Liste des entraîneurs
| Saisons                   | Entraîneur(s)                                        | Adjoint(s)                                                                         | Titre(s)                                                                                 |
| 1965 - 1970               | Raymond Barthès                                      |                                                                                    | Challenge Yves du Manoir 1968                                                            |
| 1970 - 1976               | Jean Carrère                                         |                                                                                    | Challenge Yves du Manoir 1973 et 1974                                                    |
| 1976 - 1979               | Gérard Sutra                                         |                                                                                    | Championnat de France 1979 Challenge Yves du Manoir 1978 et 1979 Bouclier d'automne 1978 |
| 1980 - 1982               | Louis Cabrol                                         |                                                                                    |                                                                                          |
| 1982 - 1983               | Gérard Sutra Pierre Salettes                         |                                                                                    |                                                                                          |
| 1983 - 1985               | Raoul Barrière                                       | Henri Ferrero                                                                      | Challenge Yves du Manoir 1984 Coupe de France 1985 Bouclier d'automne 1978               |
| 1989 - 1990               | Raoul Barrière Henri Ferrero                         |                                                                                    | Challenge Yves du Manoir 1989 et 1990                                                    |
| 1990 - 1991               | Robert Bru                                           | Henri Ferrero Jean-François Beltran                                                | Challenge Yves du Manoir 1991                                                            |
| 1991 - 1992               | Robert Bru                                           | Jean-François Beltran Gérard Sutra                                                 |                                                                                          |
| 1992 - 1993               | Jean-François Beltran Alain Paco                     |                                                                                    |                                                                                          |
| 1993 - 1994               | Jacques Delmas Alain Paco                            |                                                                                    |                                                                                          |
| 1994 - 1995               | Jacques Delmas René Bénésis                          |                                                                                    |                                                                                          |
| 1995 - 1996               | Jacques Delmas Henri Ferrero                         |                                                                                    |                                                                                          |
| 1996 - 1997               | Pierre Bouisset Henri Ferrero                        |                                                                                    |                                                                                          |
| 1997 - 1998               | Pierre Bouisset Jean-François Beltran                |                                                                                    |                                                                                          |
| 1998 - 1999               | Pierre Berbizier                                     | Pierre Bouisset Jean-François Beltran                                              |                                                                                          |
| 1999 - 2000               | Pierre Berbizier                                     | Pierre Bouisset                                                                    |                                                                                          |
| 2000 - Décembre 2000      | Pierre Berbizier                                     | Pierre Arrambide                                                                   |                                                                                          |
| Décembre 2000 - 2001      | Pierre Salettes                                      | Pierre Arrambide                                                                   |                                                                                          |
| 2001 - 2002               | Guy Martinez                                         | Pierre Arrambide                                                                   |                                                                                          |
| 2002 - Janvier 2004       | Alain Teixidor                                       |                                                                                    |                                                                                          |
| Janvier 2004 - 2006       | Marc Delpoux                                         | Jean-François Beltran                                                              |                                                                                          |
| 2006 - 2007               | Pierre Chadebech                                     | Régis Sonnes                                                                       |                                                                                          |
| 2007 - Mars 2008          | Régis Sonnes                                         | Laurent Balue                                                                      |                                                                                          |
| Mars 2008 - 2008          | Henri Ferrero (manager)                              |                                                                                    |                                                                                          |
| 2008 - 2010               | Henri Ferrero (manager)                              | Patrick Arlettaz (arrières) Richard Crespy (avants)                                |                                                                                          |
| 2010 - Février 2011       | Henri Ferrero (manager)                              | Patrick Arlettaz (arrières) Richard Castel (avants)                                |                                                                                          |
| Février 2011 - 2011       | Patrick Arlettaz (arrières) Richard Castel (avants)  |                                                                                    |                                                                                          |
| 2011 - Décembre 2011      | Matt Williams                                        | Justin Harrison Sébastien Buada                                                    |                                                                                          |
| Décembre 2011 - 2012      | Justin Harrison                                      | Sébastien Buada                                                                    |                                                                                          |
| 2012 - 2013               | Justin Harrison                                      | Sébastien Buada Sébastien Logerot                                                  |                                                                                          |
| 2013 - Février 2016       | Justin Harrison                                      | Chris Whitaker                                                                     |                                                                                          |
| Février à mai 2016        | Chris Whitaker                                       |                                                                                    |                                                                                          |
| Juin - Septembre 2016     | Christian Labit (manager)                            | Patricio Noriega (avants) Steve Kefu (trois-quarts)                                |                                                                                          |
| octobre 2016-octobre 2017 | Christian Labit (entraîneur en chef et avants)       | Steve Kefu (trois-quarts) Sébastien Buada (défense)                                |                                                                                          |
| novembre 2017 - juin 2018 | Steve Kefu (entraîneur principal)                    | Sébastien Petit (avants) Laurent Balue (trois-quarts)                              |                                                                                          |
| juin 2018 - juin 2019     | Jean Anturville (entraîneur principal)               | Laurent Balue (trois-quarts)                                                       |                                                                                          |
| 2019 - 2021               | Patrick Pézery (avants) Laurent Balue (trois-quarts) |                                                                                    |                                                                                          |
| 2021 - 2025               | Julien Seron (entraîneur en chef et trois-quarts)    | Brice Mach (avants) Sébastien Logerot (défense) Pierre-Alexandre Dut (jeu au pied) |                                                                                          |
| 2025 -                    | Jacques Delmas (manager)                             | David Fourtané (avants) Gilles Bosch (trois-quarts)                                |                                                                                          |

### Liste des présidents
- 1962 - 1980 : Bernard Pech de Laclause
- 1986 - 1991 : Jean-Louis Despoux
- 1991 - 1994 : André Maratuech
- 1992 - 1995 : François Sangalli
- 1997 - 2001 : Alain de Pouzilhac
- 2003 - 2008 : Gilbert Ysern
- 2008 - 2011 : Joël Carrère
- Décembre 2011 - Octobre 2015 : Anthony Hill
- Octobre 2015 - Juillet 2016 : Rocky Elsom
- Juillet 2016  - Juin 2018 : Bernard Archilla
- Juin 2018 - Mai 2019 : Jean-Louis Caussinus
- Mai 2019 - Juin 2022 : Jean Ormières, Marc Delpoux, Gilles Belzons, Philippe Campos et Xavier Marco
- Depuis Juillet 2022 : Xavier Marco

### Effectif 2025-2026
| Nom                      | Naissance                  | Nationalité sportive | International | Dernier club        | Arrivée au club |
| Talonneurs               | Talonneurs                 | Talonneurs           | Talonneurs    | Talonneurs          | Talonneurs      |
| ------------------------ | -------------------------- | -------------------- | ------------- | ------------------- | --------------- |
| Gabriel Atlan            | 2 juillet 2003             | France               | -             | Formé au club       | 2023            |
| Clément Estériola        | 9 décembre 1990            | France               | -             | AS Béziers          | 2023            |
| Dan Jooste               | 21 février 1998            | Afrique du Sud       | -             | Section Paloise     | 2025            |
| Adam Moulahya            | 21 décembre 2004           | Algérie              |               | CA Brive            | 2024            |
| Piliers                  |                            |                      |               |                     |                 |
| Jérémy Boyadjis          | 18 juin 1990               | France               | -             | RC Vannes           | 2024            |
| Théo Castinel            | 18 avril 1994              | France               | -             | Stade montois       | 2021            |
| Benito Delacruz          | 3 octobre 2003             | France               | -             | Formé au club       | 2023            |
| Rémi Di Pietro           | 15 mars 2003 (22 ans)      | France               | -             | Oyonnax Rugby       | 2025            |
| Grégory Fichten          | 13 août 1990               | France               | -             | Montpellier HR      | 2024            |
| Mattéo Lalanne           | 18 mai 2001                | France               | -             | Stade montois       | 2025            |
| Mohamed Loukia           | 28 juillet 1993            | Maroc                |               | Provence Rugby      | 2023            |
| Christopher Talakai      | 26 juin 1994               | Australie            | -             | Valence Romans DR   | 2024            |
| Deuxièmes lignes         |                            |                      |               |                     |                 |
| Marius Antonescu         | 9 août 1992                | Roumanie             |               | US bressane         | 2023            |
| Louis Descoux            | 11 février 2002 (23 ans)   | France               | -             | Colomiers Rugby     | 2025            |
| Leva Fifita              | 29 juillet 1989            | Tonga                |               | Oyonnax Rugby       | 2024            |
| Morgan Maga              | 27 octobre 2001            | France               | -             | ASM Clermont        | 2022            |
| Dennis Visser            | 20 janvier 1993            | Afrique du Sud       | -             | Zebre Parma         | 2023            |
| Troisièmes lignes aile   |                            |                      |               |                     |                 |
| Lucas Bachelier          | 26 mars 1995 (30 ans)      | France               | -             | USA Perpignan       | 2025            |
| Paul Belzons             | 10 septembre 1994          | France               | -             | Soyaux Angoulême XV | 2021            |
| Thibault Clauzade        | 5 février 1998             | France               | -             | RC Auch             | 2022            |
| Romain Delemarle         | 2 février 2004 (21 ans)    | France               | -             | Montpellier HR      | 2025            |
| Nicolas Mousties         | 25 mai 1998                | Suisse               |               | Provence Rugby      | 2024            |
| Naël Souid               | 15 avril 2003              | France               | -             | Racing 92           | 2025            |
| Jules Veyrier            | 26 juillet 2004            | France               | -             | Montpellier HR      | 2025            |
| Troisièmes lignes centre |                            |                      |               |                     |                 |
| Grégoire Labit           | 4 juin 2004                | France               | -             | Formé au club       | 2023            |
| Loan Lavergne            | 28 avril 2004 (21 ans)     | France               |               | CA Brive            | 2025            |
| Franklin Pelé            | 18 décembre 2000 (24 ans)  | Nouvelle-Zélande     | -             | Bradford Bulls      | 2025            |
| Demis de mêlée           |                            |                      |               |                     |                 |
| Pablo Barbaste           | 6 novembre 2003            | France               | -             | Formé au club       | 2022            |
| Pierrick Nova            | 10 mars 1994               | France               | -             | Formé au club       | 2014            |
| Cameron Wright           | 20 avril 1994              | Afrique du Sud       | -             | Oyonnax Rugby       | 2025            |
| Demis d'ouverture        |                            |                      |               |                     |                 |
| Tom Chauvet              | 20 septembre 2000          | France               | -             | RC Châteaurenard    | 2022            |
| Théo Gomez               | 15 janvier 2004            | France               | -             | Formé au club       | 2022            |
| Joris Pialot             | 8 septembre 2002 (22 ans)  | France               | -             | Stade montois       | 2025            |
| Centres                  |                            |                      |               |                     |                 |
| Peter Betham             | 6 janvier 1989             | Australie            |               | Provence Rugby      | 2023            |
| Branden Holder           | 18 octobre 1996 (28 ans)   | Afrique du Sud       | -             | AS Béziers          | 2025            |
| Apisai Naqalevu          | 21 août 1989 (35 ans)      | Fidji                |               | USA Perpignan       | 2025            |
| Pierre Nueno             | 15 mai 1996                | Espagne              |               | Section paloise     | 2020            |
| Ailiers                  |                            |                      |               |                     |                 |
| Hugo Clauzel             | 23 février 2005            | France               | -             | Formé au club       | 2024            |
| Quentin Crunel           | 19 septembre 2003 (21 ans) | France               | à XIII        | XIII Limouxin       | 2025            |
| Étienne Ducom            | 27 mars 1997               | France               | -             | Section paloise     | 2019            |
| Pierre-Hugo Ducom        | 19 novembre 1994           | France               | -             | US Tyrosse          | 2019            |
| Sébastien Giorgis        | 9 novembre 1994            | France               | -             | Aviron gruissanais  | 2022            |
| Iliavi Masori Nasova     | ? (22 ans)                 | Fidji                | à VII         | ?                   | 2025            |
| Arrières                 |                            |                      |               |                     |                 |
| Clément Clavières        | 21 février 2001            | France               | -             | US Carcassonne      | 2023            |
| Boris Goutard            | 10 juin 1998               | France               | -             | USA Perpignan       | 2024            |
| Thibault Santoro         | 11 janvier 2002            | France               | -             | Formé au club       | 2022            |